# 일본국유철도 205계 전동차
일본국유철도 205계 전동차(일본어: 国鉄205系電車)는 1985년에 등장한 직류 통근형 전동차이다. 당초에는 일본국유철도(현 JR)에 의해 개발되었으나 일본국유철도(현 JR) 분할 민영화 이후에는 동일본 여객철도(이하 JR 동일본)와 서일본 여객철도(이하 JR 서일본)에 의해 설계·제조되었다.
다음 본문에서는 차량별 번대 구분 및 신조차에 대해서는 등장순서에 따라서, 차량의 투입이나 전속·전입에 대해서는 각 회사 소속별로 각각 기술한다.

## 개요

### 배경
1981년에 103계 대신 에너지 절약 통근형 전동차로 양산이 개시된 201계는 양산 중에도 다양한 비용 절감을 도모하면서도 1,000량 넘게 증비를 해왔다. 그러나 중심이 되는 초퍼 제어의 제조 비용이 매우 고가이고, 당시 재정적으로 어려운 상황에 처해 있던 국철에 있어서 더 큰 폭의 비용 절감을 꾀하는 차량이 필요한 상황이었다. 이 시기엔 111계·115계 등 노후화 치환을 목적으로 한 차기 근교형 차량(현재의 211계)용으로 개발한 계자첨가 여자제어 방식을 실용화를 위해 시험하고 있다. 또한 이 차량은 신개발의 경량 볼스터리스 대차와 경량 스텐레스 구조, 전기지령식 제동의 채용 계획 등을 추진했다.
이후 1984년도에 1985년 3월의 다이아 개정으로 요코하마 선·무사시노 선의 수송력 증강을 실시하게 되어 야마노테 선에서 이들 노선으로 103계를 충당하기 위한 통근형 차량이 필요했다. 이 시점에서 기존의 201계를 야마노테 선용으로 증비하려고 했으나 신형식 차량의 투입으로 방향이 바뀌었다. 그리고 최종적으로는 1984년 6월 말 차기 근교형 차량용 시스템을 사용한 통근형 차량으로 본 계열 제조가 결정되었다. 승무원 훈련 시기를 포함한 다이아 개정 전에 완성할 필요성으로 다음 1985년 1월 말에 제1편성의 완성이 결정되어 데뷔 때까지 불과 7개월이라는 매우 단기간에 설계·제조가 진행되었다.
당초 국철의 계획에서는 수도권 전체의 차량 교체 계획이 있으며 야마노테 선에 이은 투입 구간으로 주오·소부 완행선에 집중 투입한 계획이었다.

### 차체

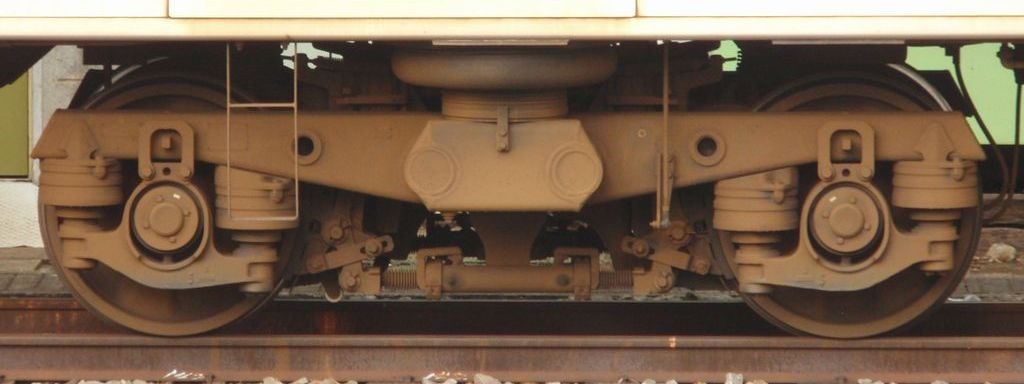
국철에서 처음으로 채용한 볼스터리스 대차(사가미 선 205계의 DT50D형 대차)

101계로부터 이어져온 전통적인 전장 20m 측면 4도어 전동차지만, 차체는 종래의 강철에서 스테인리스제가 되면서 대폭적인 경량화가 실현되었다. 대폭적인 경량화와 도장 공정을 생략한 데 따른 보수 작업이 크게 경감되었다. 스테인레스 차체로 하는 것으로 차량 중량에 대해서는 201계보다 각 차량당 약 7t의 경량화가 실현되었다.
외관은 보강용의 비드(롤러에 의한 단면이 가는 볼록한 모양의 프레스 가공)로 극한까지 줄인 외판에 첫회 제조분(→국철 205계 전동차#0번대 양산 선행차)을 제외하고 밸런스 첨부의 큰 1단식 하강창(양산 선행차만 하단 상승 상단 하강식 2단창)을 갖추었다. 이 1단식 하강창으로의 설계 변경은 요코하마 시영지하철의 2000형(현재는 폐차)이 힌트가 되어 있다. 양산 선행차의 완성 당시 국철의 차량 설계 책임자가 도큐 차량 제조의 공장을 방문했을 때 같은 시기에 생산중이던 요코하마시영지하철 2000형이 본계열과 함께 있었다. 같은 형식의 1단식 하강창을 본 그 책임자가 말하길 '1단식 하강창이 깔끔하다. 스텐레스 차체라면 부식의 걱정도 없기 때문에 보수상의 문제도 없다.'라고 하여 이후의 대량생산차는 1단식 하강창으로 제조되었다.
국철에서는 일찍이 10계 객차의 일부 침대차나 157계 전동차, 거기에 급행형 1등차(153계 사로 152, 키하 58계 키로 28 외) 등의 강철제 차량에서 1단식 하강창을 채용한 전례가 있지만 모두 차체 하부의 배수 구멍 설치가 불충분하고 안쪽에 쌓인 철분이나 진흙, 수분이 남아 차체의 부식을 진행시키면서 차량의 수명을 단축시키고 있었다. 그 때문에 하강식 창문 차량은 당시 '금속제'가 되고 있었지만, 올 스테인리스 구조의 본계열은 부식의 걱정도 없었던 터라 전후의 통근형 차량으로서는 처음으로 1단식 하강창이 채용되었다. 이 외에 차체 측면의 도어포켓 창과 연결면에 있는 처면 창이 폐지되었다. 스테인리스 차량의 경우 외판이 강도를 확보하는데 중요한 역할이 있고 창을 마련할 경우에는 뼈대로 굳힐 필요가 있다. 그러나 창을 없애면 그만큼 경량화나 코스트 다운이 가능하다.
또한 지금까지의 차체 전면 도장에서 창의 상하에 각 노선의 색을 필름의 띠로 나타내는 방법을 선택하여 승객에게 매우 상쾌한 인상을 주고 있다. 당초에는 1색이었지만, 국철의 분할·민영화 이후로는 최대 3색까지 사용되게 되어 종래의 전동차와 같은 꾀꼬리색 차량으로 운행되고 있던 야마노테 선, 사이쿄 선, 가와고에 선, 요코하마 선이 각각 다른 띠색으로 되었다. 이것에 대해서는 후의 #번대 구분이나 운용노선의 마디에 있는 사진을 참조해야 한다.
전면은 201계와 같이 설계에 참가한 도큐 차량의 컬러가 반영된 전면의 창주위를 흑색으로 정리한 좌우 비대칭의 디자인이 채용되었지만, 전조등이 창 아래에 위치했기 때문에 약간 온화한 인상이 되어 있다. 이 변화는 203계로부터의 흐름이라고도 할 수 있다. 또한 전조등의 좌우에도 노선색의 띠가 들어간다. 동일본 지구에서 JR 출범 후에 제조된 차량은 전면 상부 우측으로 종별 표시기가 추가되었지만, 실제는 요코하마 선과 게이요 선 이외에서는 노선명만을 게시하고 있던 예가 많아 현재는 사용되어 있지 않은 경우도 많다.
분할·민영화 이후에는 행선 표시기, 열차 번호 표시기, 미등, 측등이 LED화되었지만 전구인 차량도 존재한다. 또한 JR 서일본에서는 LED식 행선 표시기를 시험적으로 7량에 설치했지만, 단기간에 다시 막식으로 복원하고 있다.
국철 시대에 제조된 차량은 어린아이가 도어 포켓에 손을 집어넣지 않게 201계와 같게 창을 작게 한 출입문을 갖추었지만, 분할·민영화 이후에는 야마노테 선용을 제외하고 일반적인 크기의 창을 가지는 출입문으로 변경되었다. 또한 JR 동일본이 요코하마 선용으로 제조한 사하 204형 100번대는 같은시기에 양산되고 있던 209계의 차체와 대차(TR246E)를 베이스로 한 설계로 변경되고 있다.

### 주제어기

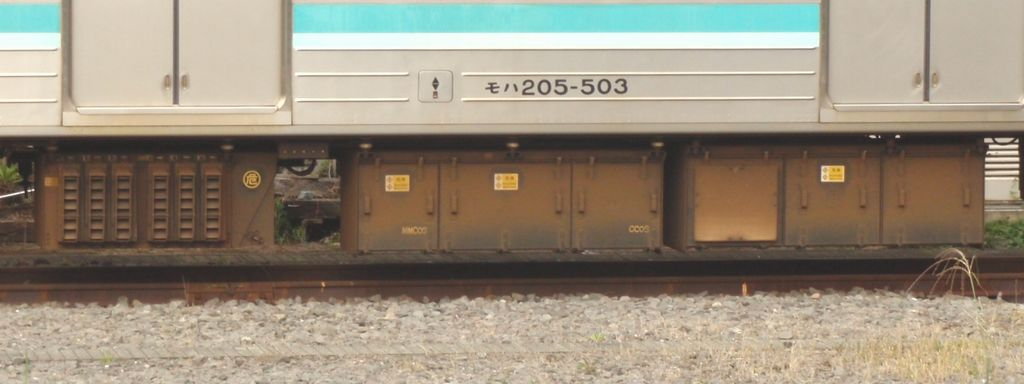
계자첨가 여자제어장치(사가미 선 205계)

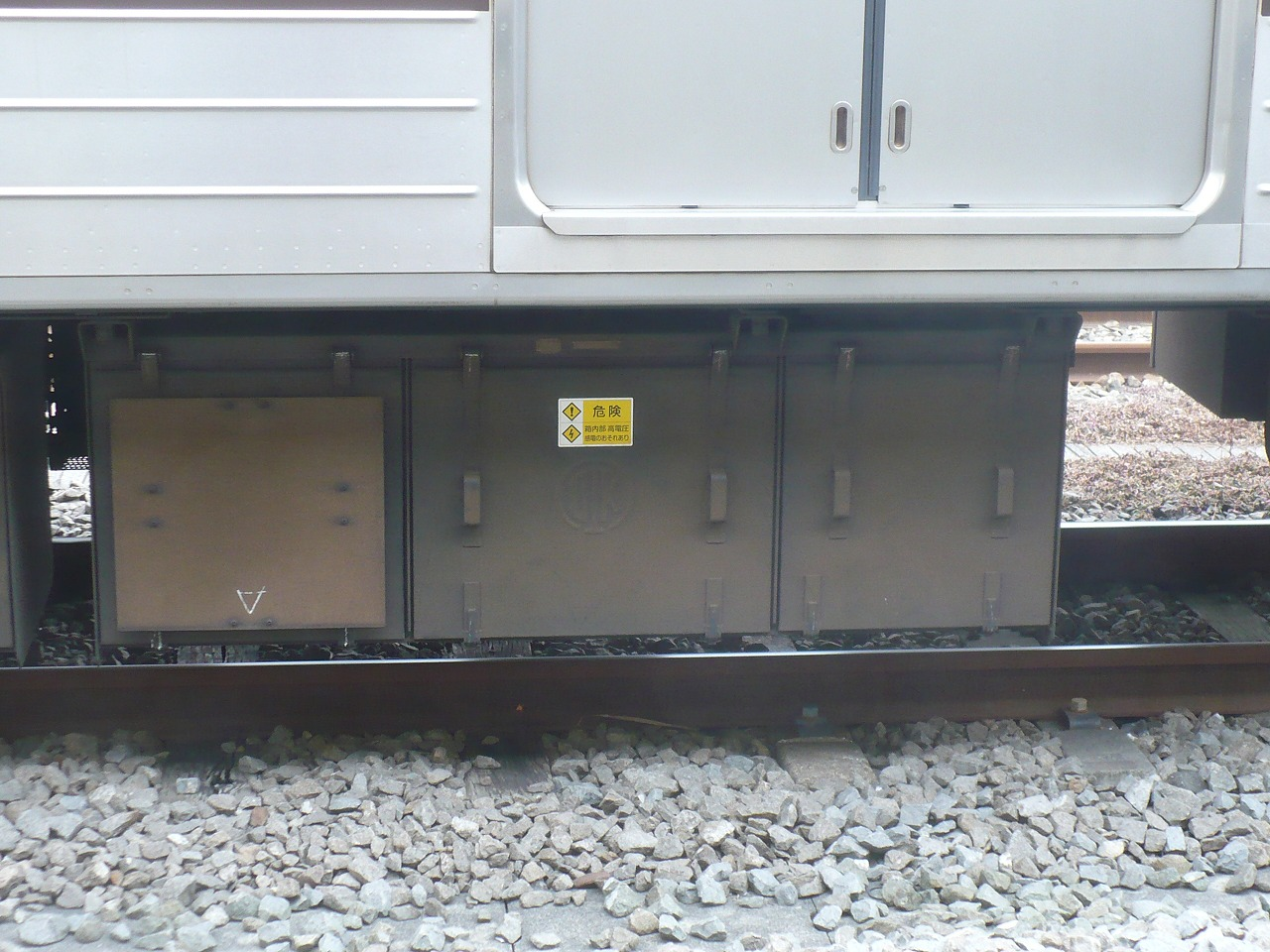
HS52형 여자 장치(계자 첨가 여자 장치)

이전의 201계와 203계에서 채용한 전기자 초퍼 제어의 제조 비용이 매우 고가였던 터라 본 계열에서는 국철 말기의 재정난의 상황에서도 대량 투입을 실시할 수 있도록 비교적 간단한 기기 구성으로 에너지 절약 효과를 얻을 수 있는 계자첨가 여자제어를 국철에서 처음으로 채용하게 되었다. 기구적으로는 오랜 저항 제어의 연장상에 있지만, 전기 브레이크에 회생 브레이크를 사용할 수 있는 이점이 있다, 경량인 차체와 맞물려 결과적으로 201계보다 뛰어난 에너지 절약 차량이 되었다. 특히 제어 회로는 전기자 초퍼 제어와 달리 비싼 반도체 소자를 사용하지 않고 종래의 차량에서 널리 보급되고 있는 부품을 사용하기 위해 기기의 비용은 크게 억제되어 있다.
또한 도입 전 본 계열의 야마노테선 주행 시뮬레이션을 실시한 결과 성능 향상과 차체 경량화에 의해 201계보다도 전력 소비량은 적고, 해당 노선에서 운용되는 103계보다 큰 폭으로 전력 소비량이 감소하는 것이 확인되었다. 본 계열에서 채용한 CS57형 전동 캠축식 주제어기에는 가감 속도의 빈도가 큰 경우에 유용한 놋치 반환 기기도 탑재되고 있다. 이 역행시에 이용되는 저항 제어 회로의 단수는 직렬 13단·병렬 11단이다
본 계열의 계자 제어를 위해 CS57형 주제어기에 부수한 HS52형 여자 장치가 탑재되고 있다(다만 JR 동일본화 이후 증비차는 뒤에 서술하는 HS52A형으로 변경). 이 여자 장치는 약계자 제어와 회생 제동 사용시 계자 제어를 실시하는 것으로 장치는 사이리스터(1,600V-800A)와 다이오드(1,600V-250A)를 조합한 삼상 혼합 브리지와 바이패스 다이오드(1,600V-800A), 더 나아가 여자용 변압기나 마이크로 컴퓨터 제어부 등 무접점 제어 장치로 구성되는 것이다. 전동기 제어는 전동 발전기(MG)로 3상 교류 440V를 바탕으로 삼상 혼합 브리지를 이용한 전파 정류(HS52형)/반파 정류(HS52A형)를 하고 주전동기의 제어를 실시한다.

### 주전동기

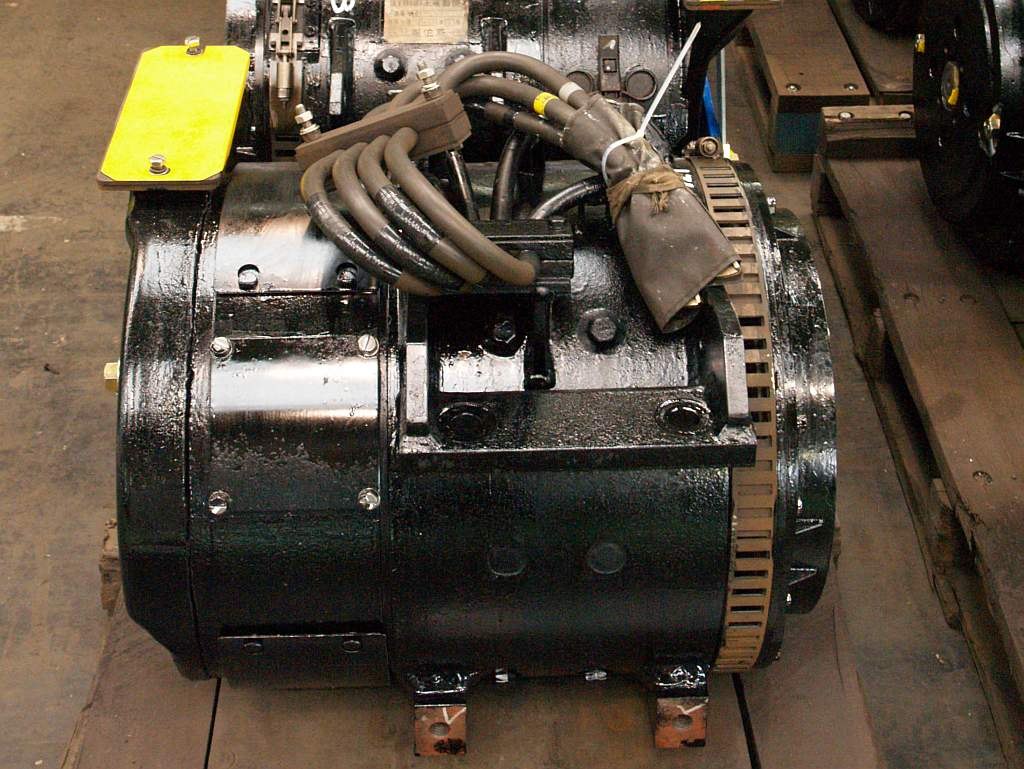
MT61형 주전동기

본계열의 주전동기는 MT61형이라 부르는 근교형인 713계 전용으로 개발된 직권정류자 전동기를 사용하고 있다. 1시간 정격출력은 종래의 표준 전동기인 MT54형과 같은 120 kW 지만 설계의 재검토에 의해 저회전역에서의 토크를 보다 향상시키는 한편, 약계자율을 35%까지 확대하여 고속 성능을 확보하고 있다. 1시간 정격 속도는 39.0 km/h, 1시간 정격 견인력은 1유닛 당 8870kg이다. 이 전동기와 경량 스테인리스 구조 차체에 의해 지하철 직통용의 203계와 같은 기어비 6.07임에도 불구하고 고정격 회전수 사양의 주전동기를 탑재하여 기어비 5.60으로 고속 사양의 201계와 비교해 거의 동등한 기동 가속도·고속 특성을 확보하고 있다. 본 계열의 6M4T 편성(게이힌 도호쿠 선용)에서의 기동 가속도는 2.4 km/h/s가 되고 있다.
1988년도까지 투입된 차량에 대해서는 201계와 같은 수준의 소음을 내는 외선형 전동기로, 다음해인 1989년 경의 사이쿄 선 전용 이후 증비한 그룹에서는 소음원이 되는 냉각팬 구조를 변경하여 고속영역에서도 조용한 주행음을 실현한 현재의 내선형 전동기로 이행하고 있다. 같은 노선에서 운용되고 있던 103계의 소음이 오미야 - 아카바네 구간을 주행하는 신칸센보다 컸던 일도 있어 소음 대책 차원에서 조용한 차량이 바람직했던 것이었다. 이후 게이요 선이나 무사시노 선 차량에도 파급되어 갔다. 차량 검사시에 외선형 전동기 차량이 내선형으로 교체되었으며 또는 그 반대의 사례가 있지만, 양자는 기능적으로는 동일하며 호환성을 가지고 있다.

### 대차
대차에는 국철이 신규로 개발한 경량 볼스터리스 대차를 채용 하고 있다. 액슬박스 지지 방식은 원추 적층고무 방식으로 액슬 박스의 양쪽에 높이를 바꿔 설치되었다. 동력 대차는 DT50형, 부수 대차는 TR235형이라 칭한다. 대차 프레임은 측 대들보를 직선으로 하고 가로 보에는 심리스 파이프를 채용하는 등 구조를 대폭 간소화한 것으로 알려졌다. 또한 저널 박스 방식과 함께 구성 부품 수를 줄여 보수성의 향상을 도모하고 있으며 총 경량화와 코스트의 저감을 실현하고 있다. 이 결과 종래의 대차보다 1대차의 무게는 약 1.5t 경량화되어 있다. 제동 장치는 동력 대차는 편압식 답면 제동, 부수 대차는 편압식 답면 병용 디스크 제동 방식을 채용했다.
이 경량 볼스터리스 대차는 이후 203계 100번대(DT50A형·TR235A형), 211계(DT50B형·TR235B형), 415계 1500번대(DT50C·TR235C형) 등 이 시기에 제조되었던 국철 차량에 속속 채용이 진행되었다.

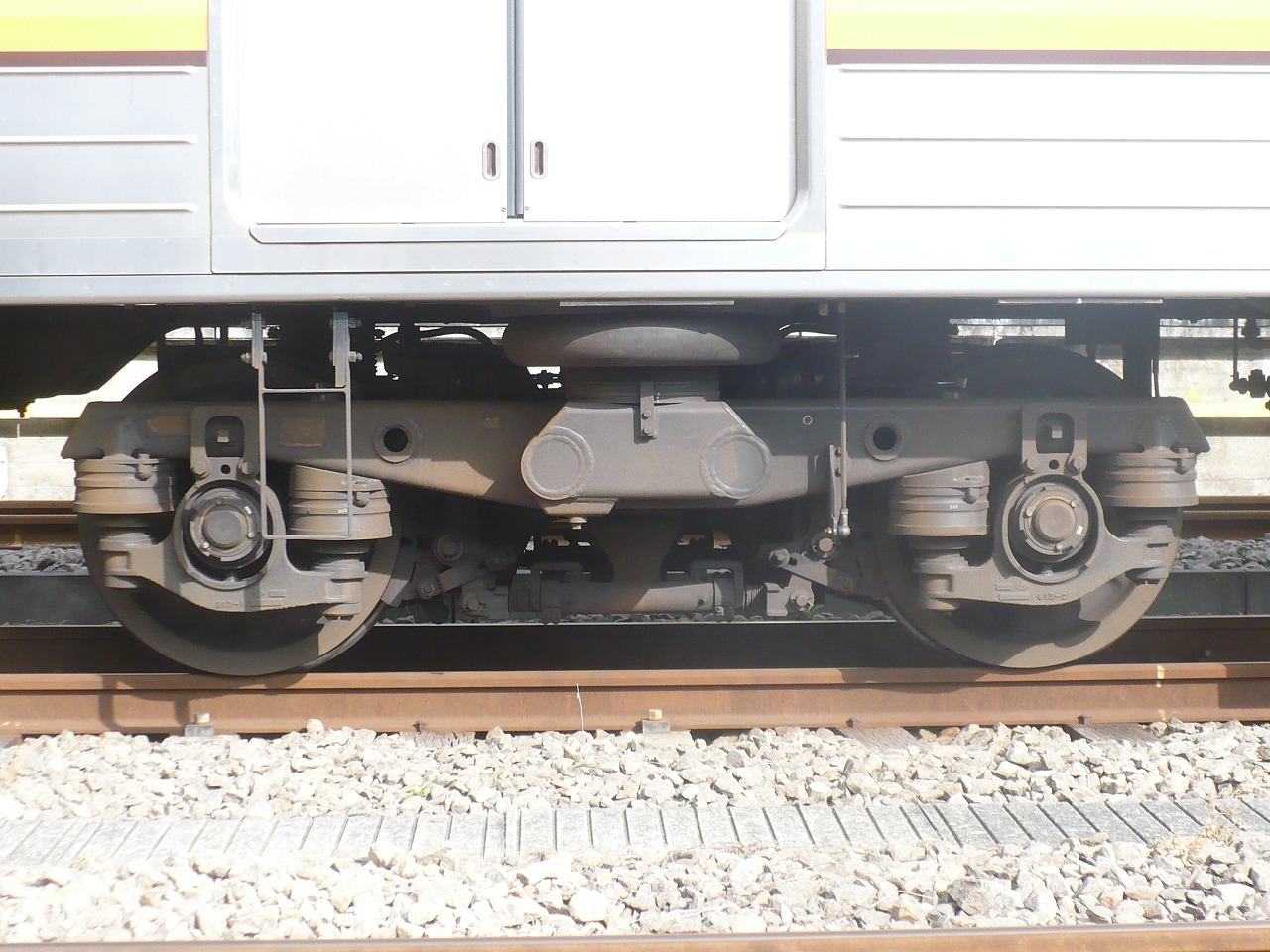
DT50형 동력 대차
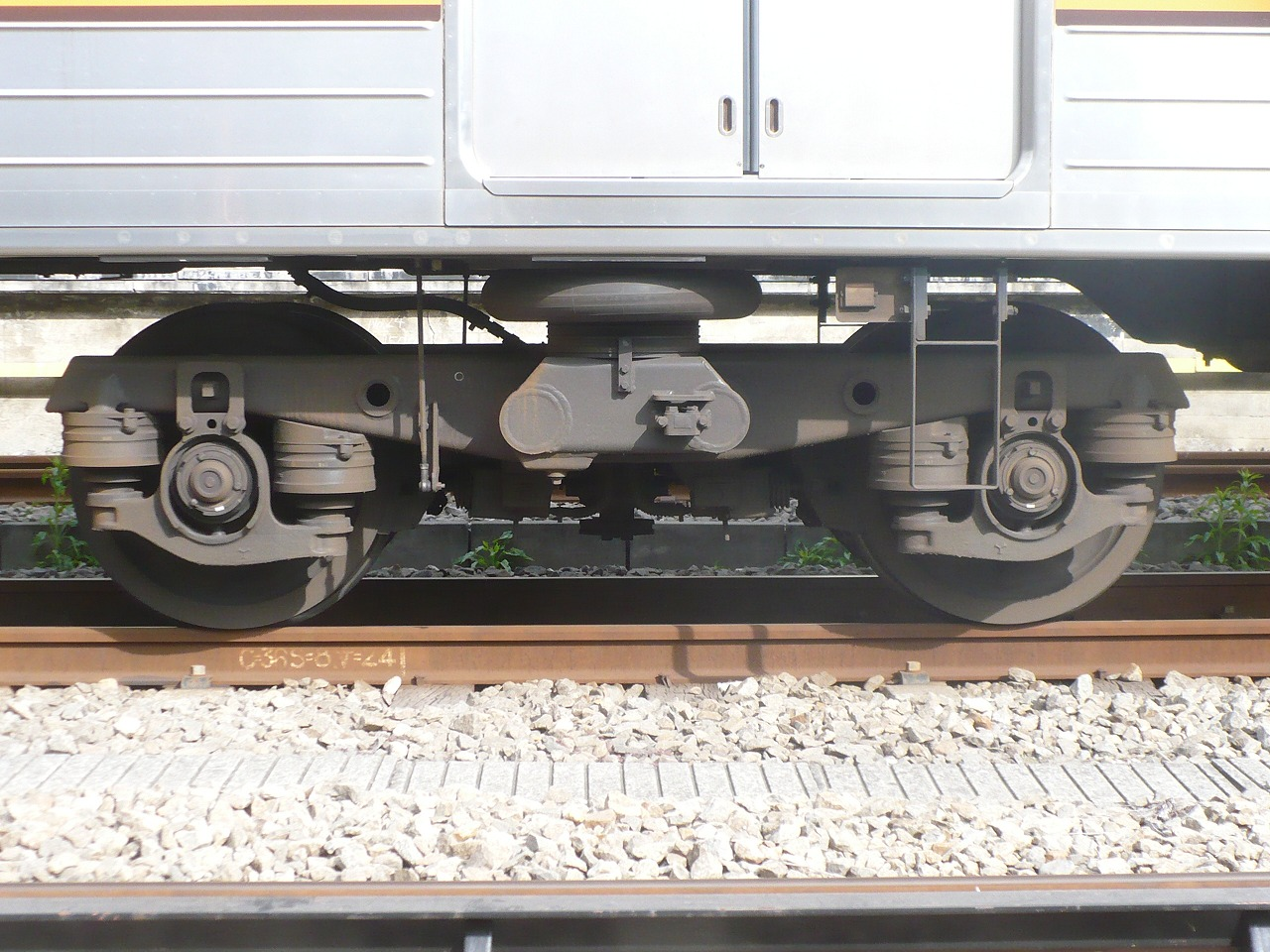
TR235형 부수 대차
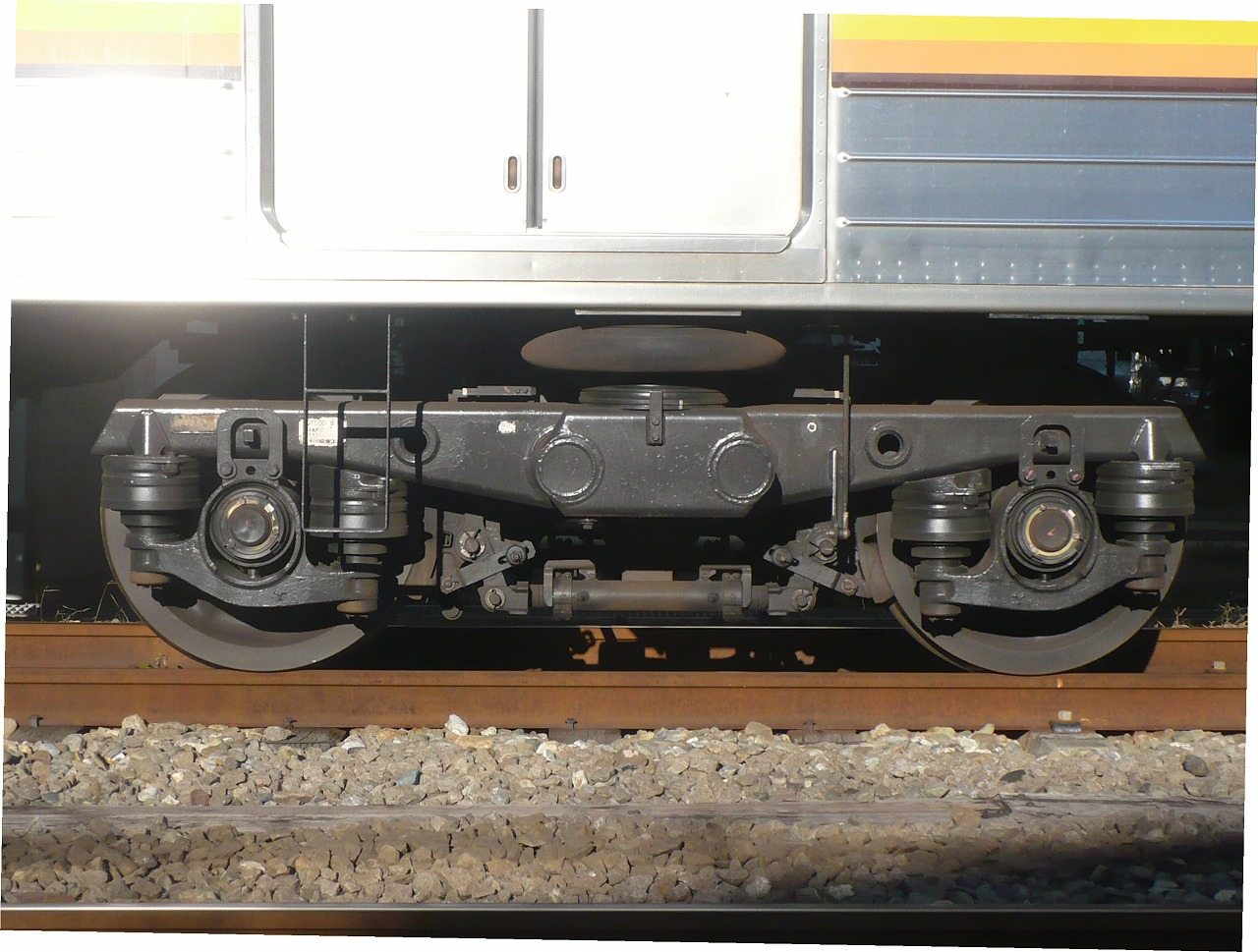
개량형 DT50D형 동력 대차
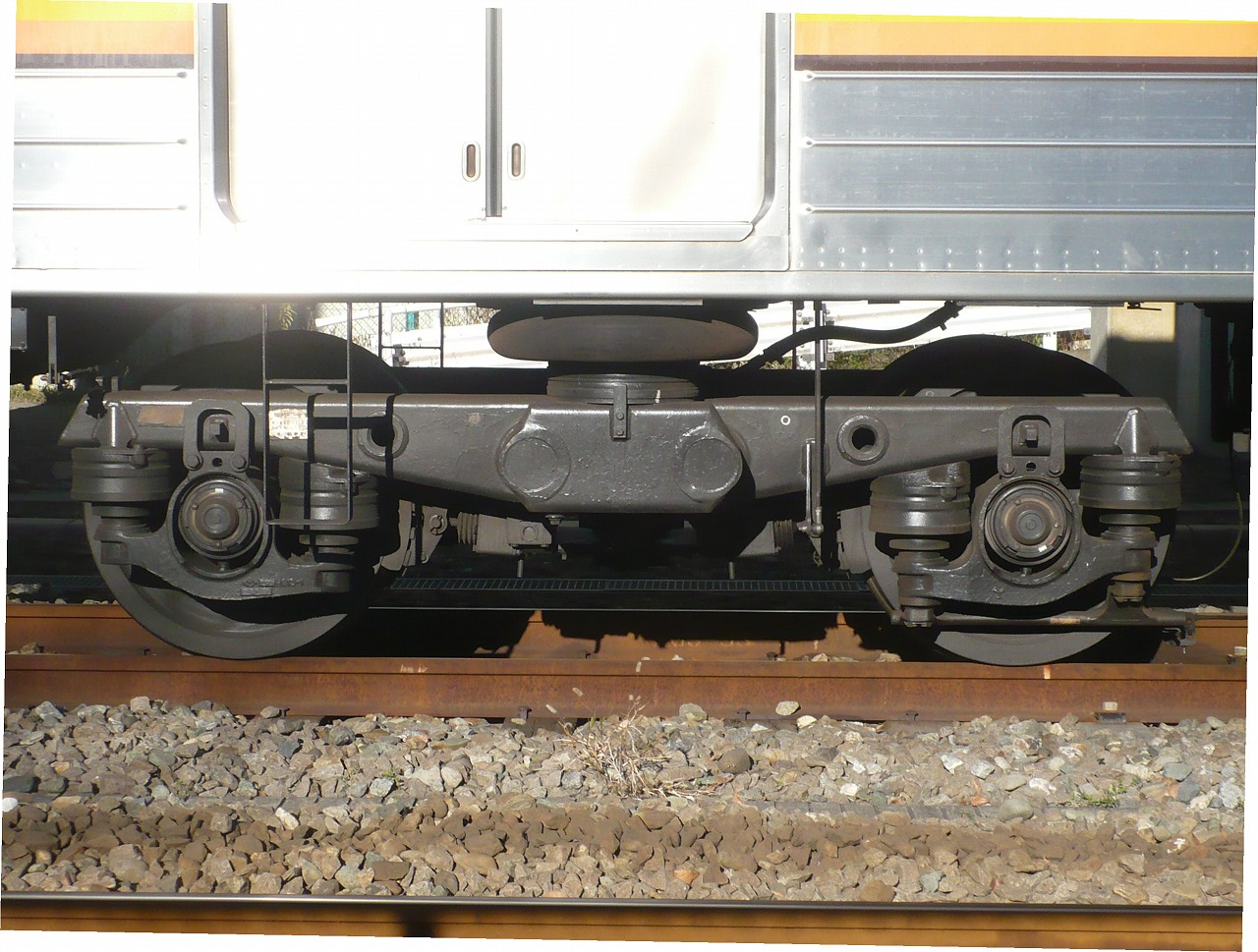
개량형 TR235D형 부수 대차

그 후 1985년도 제1차 채무 도입(야마노테선 쿠하 205-32-쿠하 204-32 이후)에서는 베어링 형상을 편침식 밀봉 롤러 베어링에서 양침식 밀봉 롤러 베어링으로 변경하여 모두 동력 대차 구동 장치의 기어 윤활 방식 변경 등을 실시했으며 형식은 DT50D형, TR235D형으로 개선되었다. 덧붙여 분할 민영화 후에 제작된 JR 서일본 전용 1000번대와 JR 동일본 전용 사하 204형이 다른 대차가 사용되며 이것들은 후에 서술한다.

### 제동장치
제동장치 계통은 국철에서 처음으로 전체 전기지령식 제동이 채용되어 공기 배관의 대폭 삭감과 경량화가 실현되었다. 제동장치의 전기지령화에 수반하여 원핸들 마스콘의 채용도 검토되었으나, 취급의 익숙성 등 여러 문제로 인해 201계와 같은 횡축식 마스콘·세로축식 제동기(투핸들 방식)의 편성이 되었다. 전기 제동은 첨가 여자 장치를 이용해 회생 제동을 실시한다. 고속역에서는 계자전류를 약하게 하고, 주회로 전류는 강하게 하여 속도의 저하와 함께 계자전류를 강하게 하면서 주회로 전류를 줄이도록 제어하는 것으로 일정한 제동력이 확보된다. 65 km/h 이상으로부터의 제동에서는 전동기는 병렬 연결이 되고 있어 그 이하의 경우는 직렬 연결로 회생 제동을 개시한다. 병렬 연결로 개시했을 경우는 50 km/h 전후로 직렬 연결로 바뀌지만, 바뀔때에는 단자전압을 급하게 반감할 수 없기 때문에 저항을 삽입하면서 회로를 바꾸어 그 후 저항을 빼내는 동작을 실시한다. 저속역에서는 계자전류를 강하게 해도 회생 전압이 가선 전압을 밑돌기 때문에 20 km/h 전후로 회생 제동이 실질적인 효과를 거둔다.
기존의 국철 차량 운전대에 수동 제동이 설치되어 있었지만, 효과가 적으면서 쓸데없이 공간을 점유하는 문제로 폐지했다. 그 외에 공기 압축기(CP)는 전동기에 삼상 유도 전동기를 사용한 왕복식 컴프레셔 MH3075-C2000M형(토출량 2,000L/min)을 채용하고, 보조 전원 장치에는 190kVA의 DM106형 전동 발전기(무브 MG)을 M'차에 탑재한다(MG비 탑재 차량도 있는 것은 후에 서술한다).

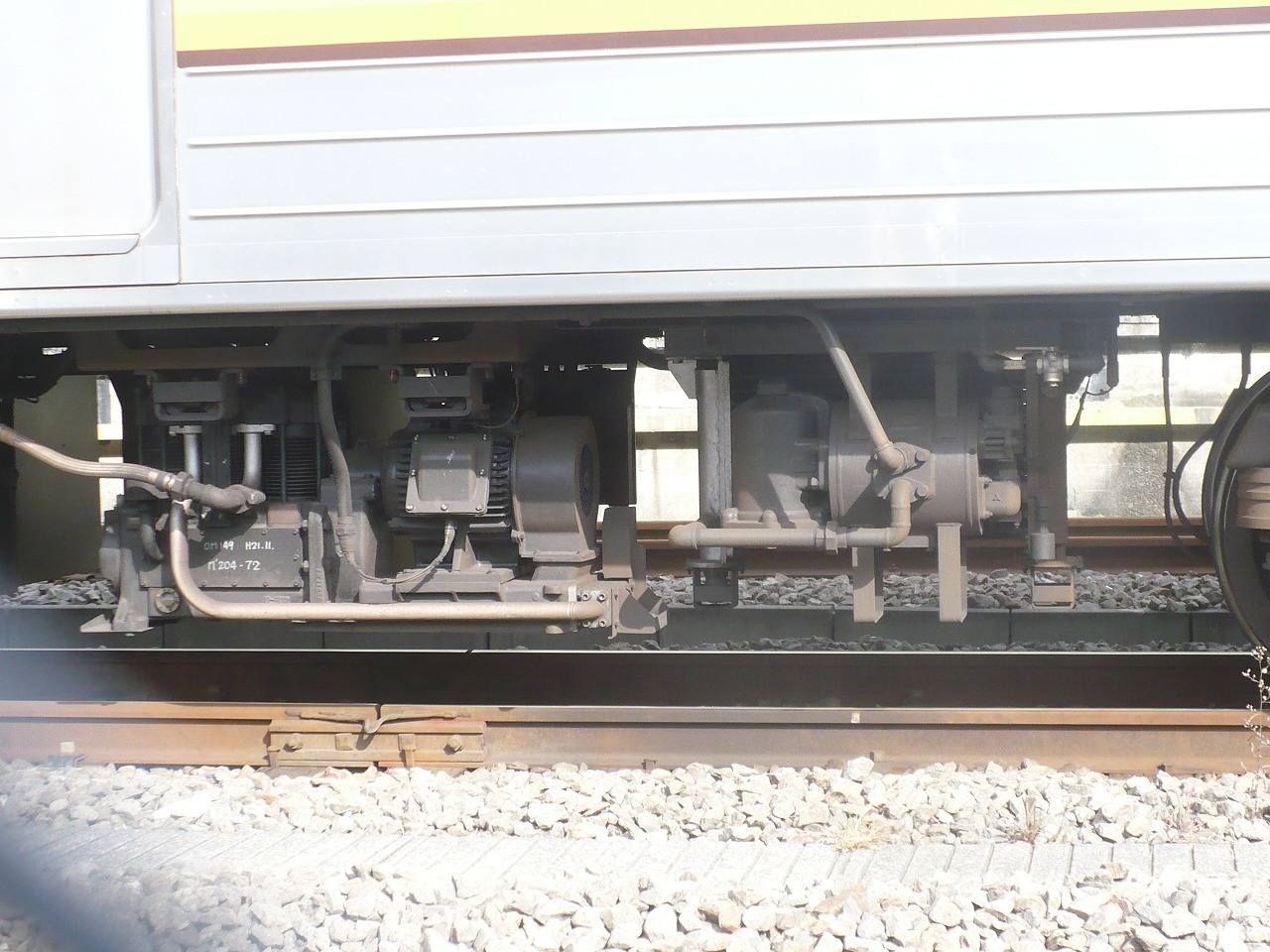
MH3075-C2000M형 공기 압축기. 우측 제습 장치는 D20A형
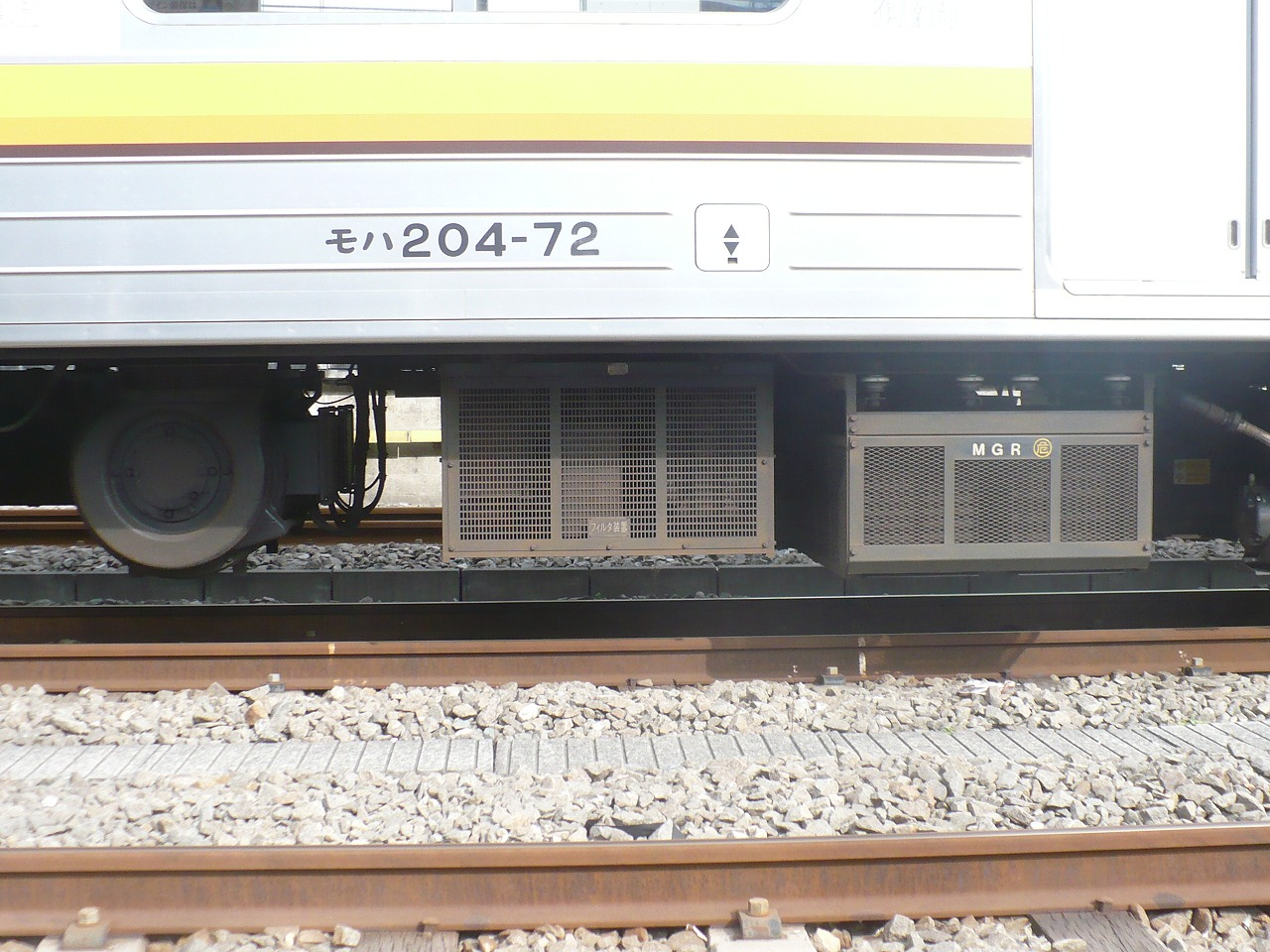
왼쪽부터 전동 발전기 필터 장치, 보조 저항기
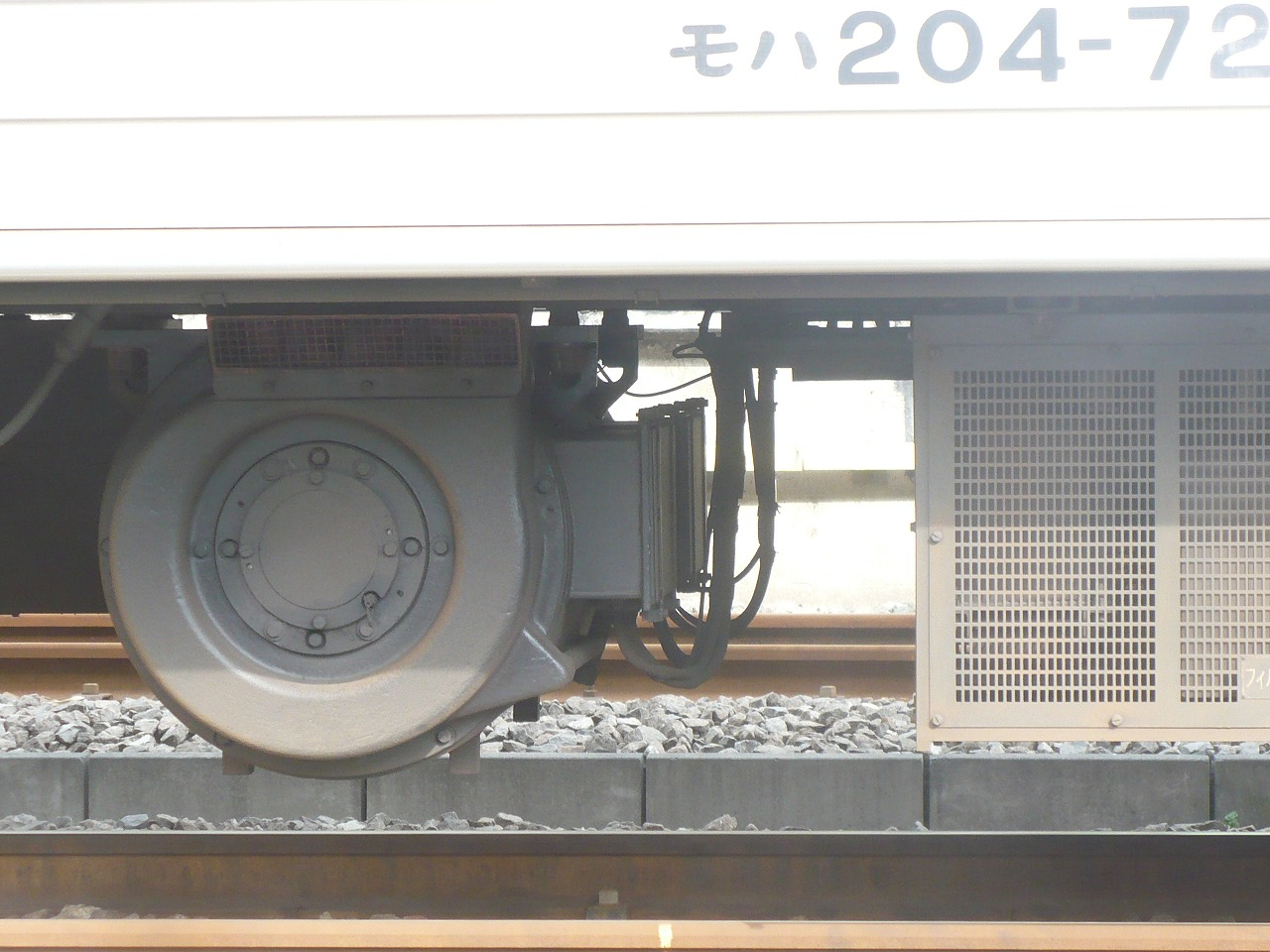
DM106형 전동 발전기 본체

### 실내
실내는 201계를 기반으로 한 것으로 내장 색은 크림색계, 바닥은 옅은 갈색이다. 천장은 평천장 구조로 하여 각 차량에는 보조 송풍기(라인데리아)가 4대 설치되어 있다. 전술한 도어 포켓 창과 처면 창의 폐지로 이들이 있던 장소에는 광고 범위가 설치되어 있다. 출입문을 개폐하기 위한 '도어 엔진(출입문 개폐 장치)'는 대부분의 차량이 좌석 아래 수납식 '이종 경복 실린더형 차동 랙식'을 사용하고 있다.
실내는 기본적으로 올 롱시트로 101계 이후 국철 신성능 통근형 전동차 표준의 좌석 배치(바리에이션은 후에 서술)이다. 완성 당초 좌석 표지는 구분 때문에 양끝 3인용부를 롬 브라운 색(갈색), 중앙 1인분을 헤이즐넛 색(옅은 오렌지 색)으로 했다. 덧붙여 좌석 표지는 JR화 이후 노후화 때문에 각사의 표준품으로 교체가 실시되고 있다. 공기 조절 장치는 집중식 AU75G형(48.8 kW·42,000kcal/h)을 탑재한다.

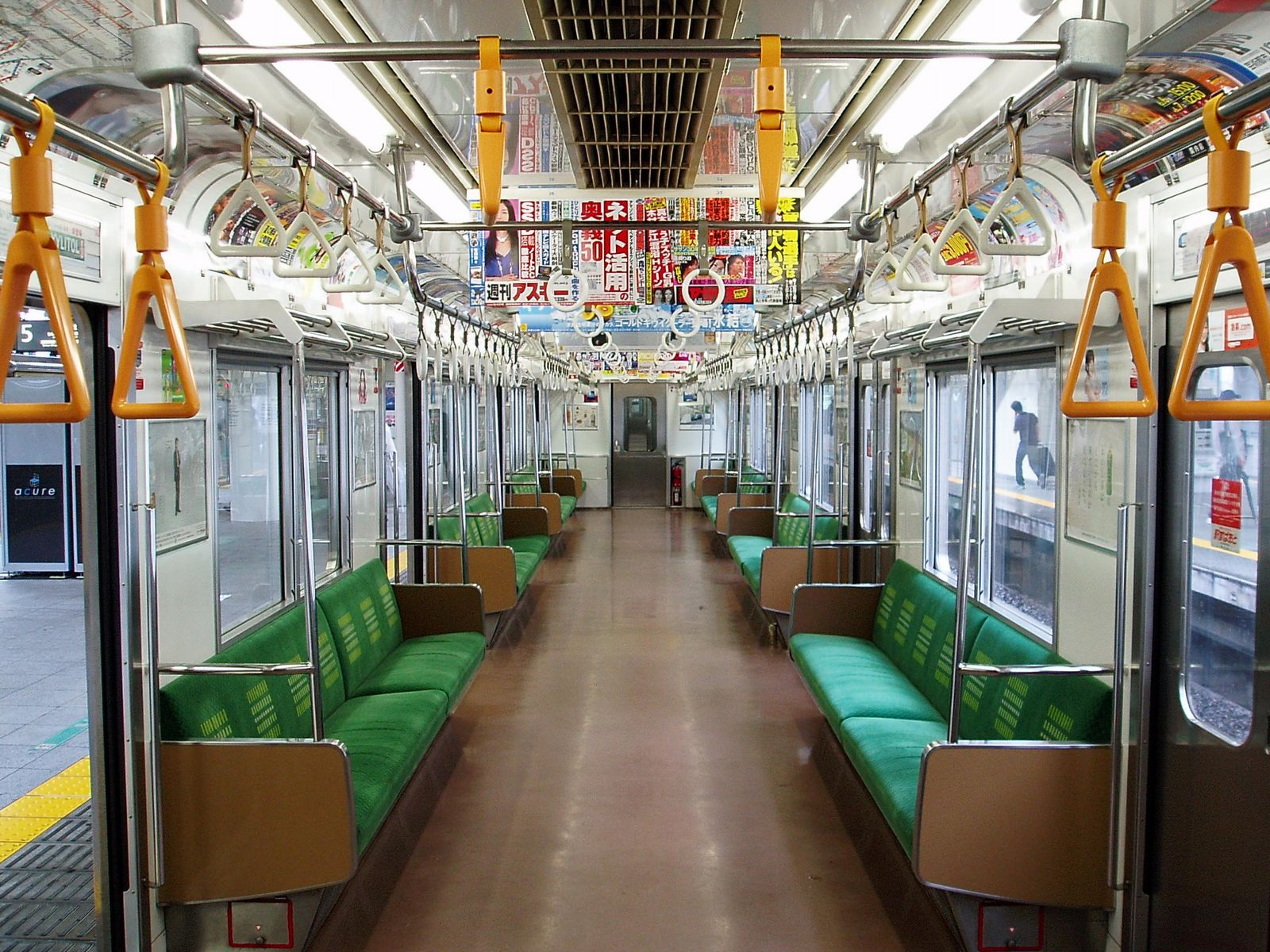
JR 동일본 제조 분 사이쿄선 전동차 내부. 제조시 좌석의 모켓은 갈색 계통의 색이었지만 현재는 녹색 계통의 색으로 도배되고 있다.(2008년 6월 5일)
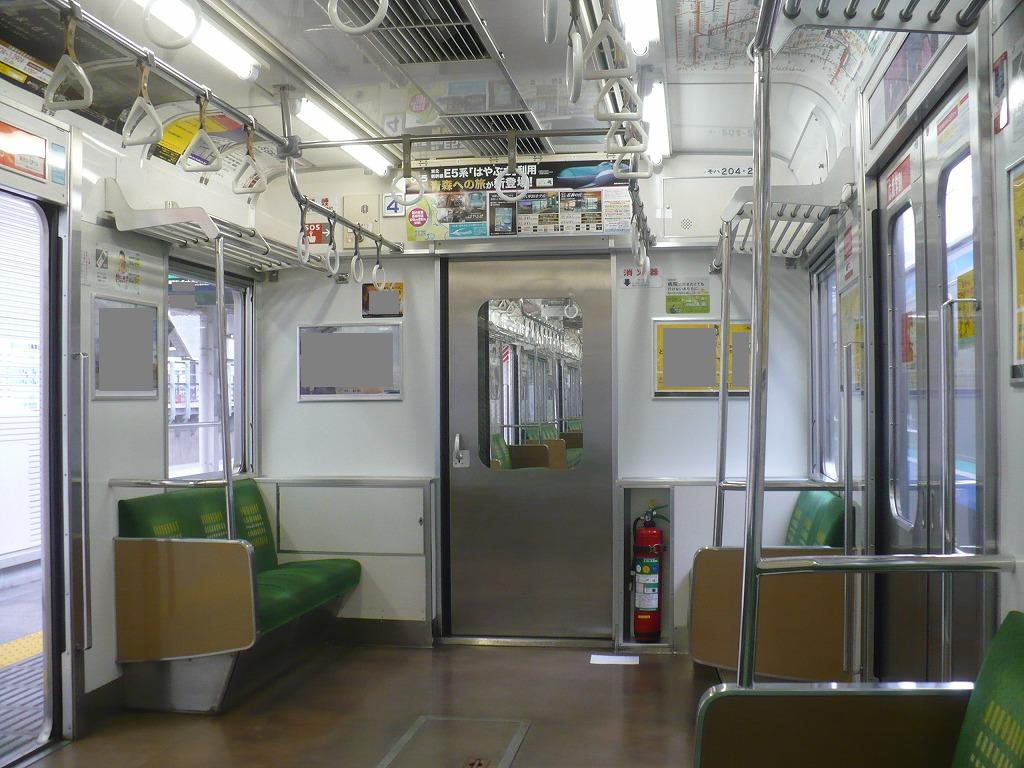
연결면 근처. 처면 창은 생략되고 있다
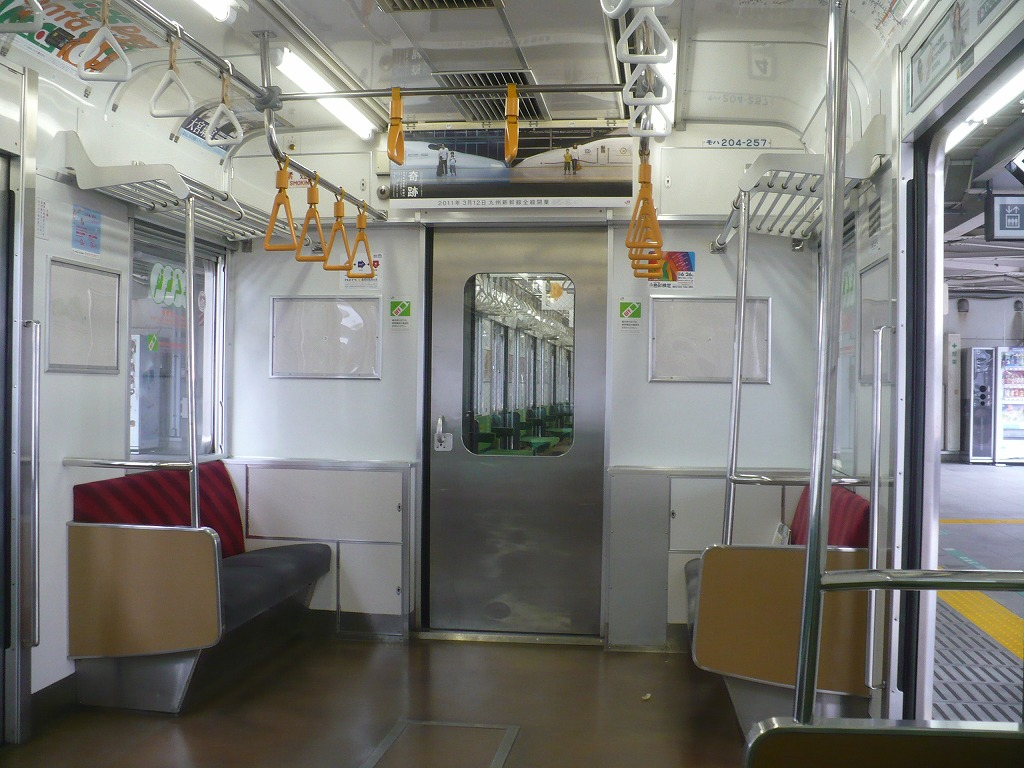
우선석부의 좌석 주위

승무원실과 객실의 칸막이부에서는 기존 기기 설치 공간으로 하여 뒤쪽 창을 생략 또는 작게 하는 것을 고려하고 있었다. 그러나 국철 말기에 제작된 본 계열에서는 분할 민영화를 앞둔 시기이며 여객 서비스 등의 배려로 객실에서의 전망도 고려하여 배면 창을 마련하는 구조로 했다.
운전대의 기기 배치, 치수 등은 201계에 준거한 것이다. 제동의 전기 지령화에 따라 원핸들 마스콘(주간 제어기)의 채용도 검토되었지만 취급의 익숙성 등 여러 문제부터 201계와 같은 횡축식 마스콘·세로축식 브레이크 핸들의 세트로 되었다. 세로축식 브레이크 핸들의 채용으로 운전사의 발밑 공간을 넓게 취하고 있다. 또한 브레이크 핸들은 고정식(기존의 임의 방식이 아니라) 마스콘 키로 핸들 잠금 해제를 실시하는 것으로 되었다.
운전대의 배치는 기본적으로 왼쪽(쿠하 204-20) 같은 배치가 기본인(국철 시대 생산분·JR 동일본 초기 생산분·JR 서일본 제조분). 단 JR 동일본화 후인 쇼와 88년도 3차 예산 증비차(사진 오른쪽, 쿠하 204-130)에서는 간이 모니터 장치의 설치로 배치의 일부 재검토가 실시되고 있다(후에 서술).

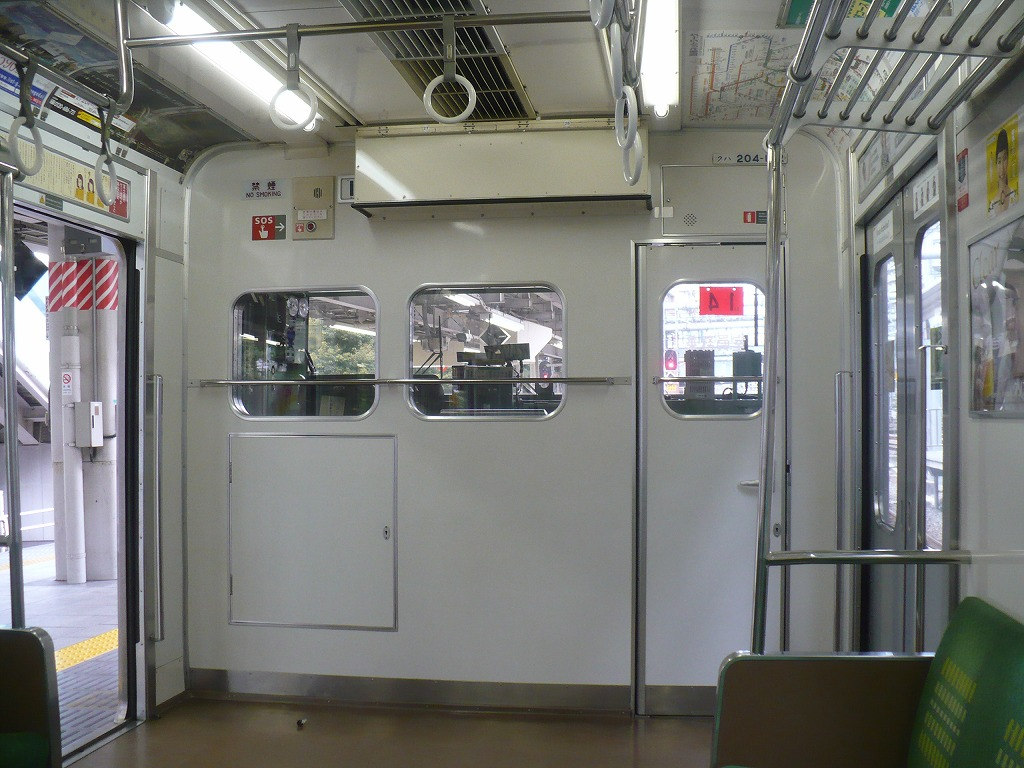
승무원실 뒤쪽 칸막이 벽. 사진은 사이쿄 선용 ATC 대응차로 칸막이 창문이 작다

## 형식·생산량수
순서는 과거부터의 관례에 준한다.

### 국철 형식
모하 205형(M)
모하 204형까지는 쿠모하 204형과 유닛을 짜는 동력차, 팬터그래프와 제어기를 탑재한다.
모하 204형(M')
모하 205형과 유닛을 조성하는 동력차, 전동발전기(MG)와 공기압축기(CP)를 탑재한다. 다만 편성내에 모하유닛을 3유닛 이상 연결하는 경우는 1량만 MG를 탑재하지 않은 모하 204형이 연결된다. 이 형식은 특히 번대가 구분되어 있지 않다.
쿠하 205형(Tc)
홀수(북·동)방향의 선두에 연결되는 제어차
쿠하 204형(Tc')
짝수(남·서)방향의 선두에 연결되는 제어차
사하 205형(T)
중간차
- 국철 시대에는 368량이 생산되었다. 이중 JR 동일본에 340량, JR 서일본에는 28량이 계승되었다.

### JR 형식
국철 시대에는 없고, JR 출범 이후 독자적으로 설계된 형식.
쿠모하 205형(Mc)
모하 205형으로부터 개조된 제어전동차, 쿠모하 204형과 유닛을 짠다.
쿠모하 204형(M'c)
모하 204형으로부터 개조된 제어전동차. 쿠모하 205형 또는 모하 205형과 유닛을 짠다.
사하 204형(T')
혼잡시간대 대응을 위해 출입문을 측면에 6개로 한 중간 부수차.(6도어차)
- JR 출범 이후 JR 동일본에서 1073량, JR 서일본에서 20량 생산되었다. 국철 생산분을 포함한 205계 전체에서는 1461량이 생산되었다.

## 번대 구분(신조차량·개조차량) 및 신조차량
본문에서는 신조차(신규 생산된 차량)와 개조차(신조차의 개조로 발생한 차량)로 나누어 등장 시기의 순서대로 기술한다. 덧붙여 신조 형식인 사하 204형도 본문에서 기술한다.

### 신조차량

#### 0번대 양산 선행차

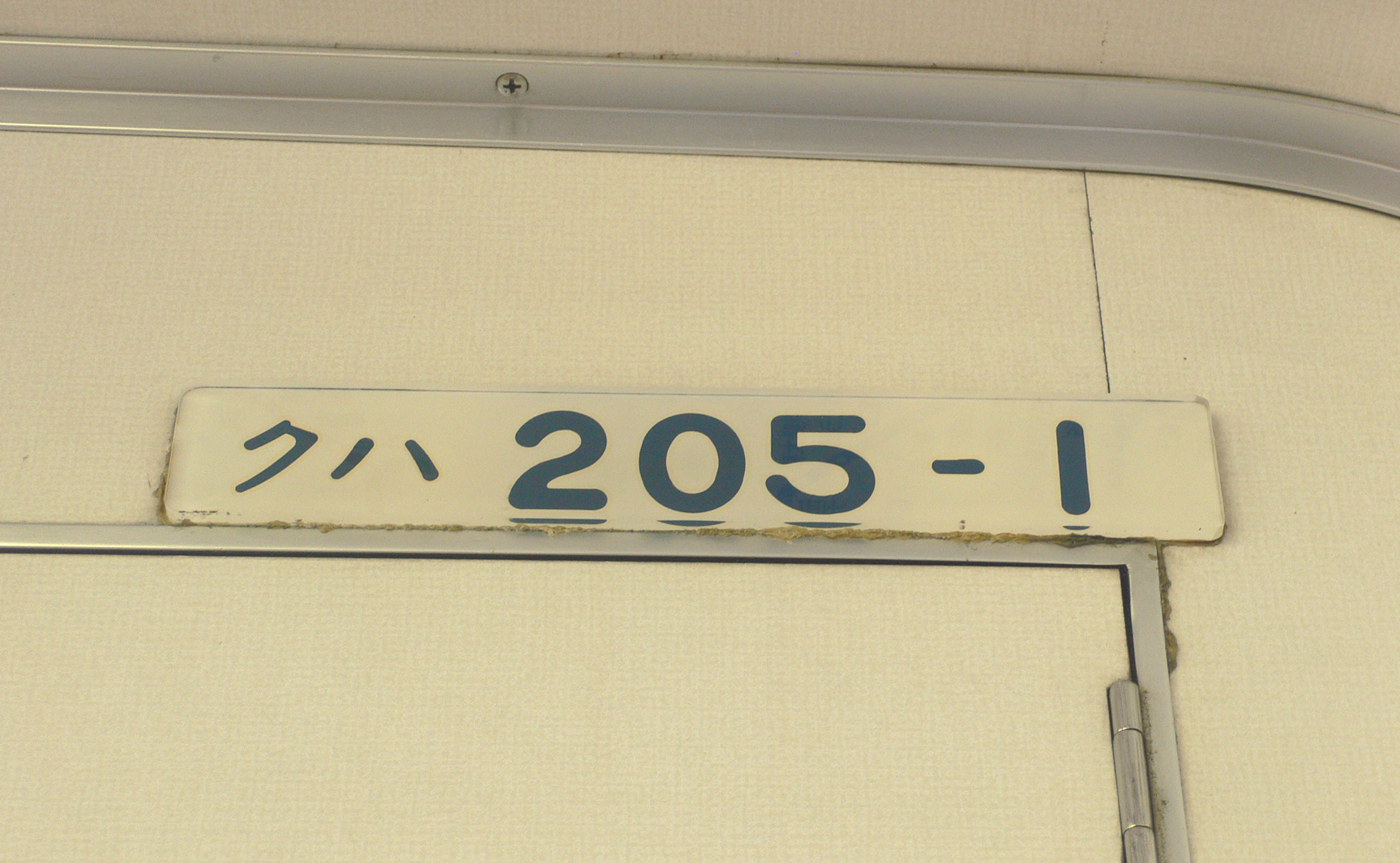
차내 플레이트. 사진은 게이요 선 전용 이후에 촬영

1984년도(첫회) 생산분의 10량 4편성이 해당한다. 도큐 차량 제조·히타치 제작소·일본 차량·가와사키 중공업이 각각 1편성씩 제조했다. 번대 구분은 0번대에 포함되어 각각 1 -의 번호가 첨부되고 있다. 기본적인 구조는 그 후 제조된 차량에 준하고 있지만, 창의 형상이 상단 하강, 하단 상승의 2단창인 점이 차이가 있다. 전 4편성이 야마노테 선에 투입되어 1991년에 다른 편성과 같이 10호차에 사하 204형(1 - 4)이 연결되면서 1996년 - 1997년에 걸쳐 선두차에는 전편성 배장기(스커트)가 설치되었다.
2005년에 사이쿄 선에 전용한 사하 204를 제외한 다음 야마노테 선에서 게이요 선으로 전용되어(후에 서술한다.) 결과적으로 제조시의 편성으로 돌아오고 있다. 덧붙여 선두차의 운행 번호 표시기는 당초 롤지방식이었지만, 1995년에 후에 서술하는 0번대 대량 생산차와 함께 LED식으로 교체되고 있다.

#### 0번대 대량 생산차
국철 시대부터 분할·민영화 이후 JR 동일본에 걸쳐 야마노테 선, 도카이도·산요 본선(게이한신 완행선), 요코하마 선, 사이쿄 선, 난부 선, 게이힌 도호쿠 선, 주오·소부 완행선에 투입된 차량이 해당한다. 긴키 차량이 제작사로 참여했지만 1989년도 이후는 가와사키 중공업 1개사에 집약되었다. 덧붙여 본문에서는 측면 위쪽문의 창이 작은 형태를 전기형, 큰 형태를 후기형으로 구분한다. 후기형의 일부는 전면의 디자인이 변경되고 있다.
국철 시대의 제조는 전기형만으로 야마노테 선용으로 10량 30편성이 증비 되어 계속 게이한신 완행선에도 7량 4편성이 투입되었다. 국철 분할 민영화 이후 후에 서술하는 야마노테 선용의 재증비를 거쳐 1988년의 요코하마 선용부터 후기형이 되었는데, 게다가 1989년부터 1991년에 걸쳐 전면 디자인이 대폭 변경된 것이 게이요 선·무사시노 선에 투입되었다. 게이요 선용은 주위가 백색의 FRP범위이지만, 무사시노 선용은 은빛이다.
야마노테 선용으로 투입된 당초 선두차의 운행 번호 표시기는 맥사인식 표시였지만 표시기의 조명이 어둡고 특히 야간의 시인성이 문제가 되어 역무원들로부터 "보기 힘들다"라고 악평을 받았기 때문에 1995년경 LED식으로 교체되었다. 다만 무사시노 선용도 신조 당시에는 맥사인식 표시기가 설치되어 있다. 케이한신 완행선 등 다른 노선의 차량은 롤지식이었지만, 1997년경부터 LED식으로 교체되고 있는 사례도 많다. 배장기(스커트)도 대부분의 차량에 설치되고 있다.
게이한신 완행선용이 JR 서일본에 계승된 것 이외에 전차량 JR 동일본에 소속되어 있다. 현재는 후계차량의 제조에 의해 야마노테 선용을 시작으로 한 투입 당시의 노선과는 다른 노선에서 운용되고 있는 차량도 많다(후에 서술한다). 또한 JR 동일본은 국철 분할 민영화 후 야마노테 선용에 대한 생산을 재개함에 따라 야마노테선 소속 차량의 연속 번호로 하고(이 경우 게이한신 완행선을 위한 차량과 차호 중복이 발생한다) 또는 JR 서일본에 승계된 게이한신 완행선을 위한 차량의 번호를 보내는 것이 검토되었다. 그 결과 동일한 형식이라도 양 회사간에 중복 번호가 있는 경우 만일의 직결 운행 등이 발생했을 경우 문제가 있을 수 있어 중복 차호는 피하게 되었다.
야마노테 선의 편성 번호와 차량 번호의 관계
- 모하 205형・모하 204형：111 - 120
- 쿠하 205형・쿠하 204형：39, 40
- 사하 205형：73 - 80

하지만 게이한신 완행선을 위한 뒤에 오는 숫자를 더한 경우 야마노테 선용 구성의 편성 번호와 차량 번호의 법칙(위에서 언급)이 무너져 버리기 때문에 이 법칙을 보호하기 위해 다음의 차량 번호를 당초 더 결번하고 있다. 이것은 최소한 키리의 좋은 번호까지 밀리는 것이었다(설명 표 아래에 JR 동일본화 이후 차량 번호와 만약의 연속 번호로 한 경우를 포함).
- 모하 205형·모하 204형: 111-120
- 쿠하 205형·쿠하 204형: 39, 40
- 사하 205형: 73-80

| 형식                                | 쿠하 205 (Tc') | 모하 205 (M) | 모하 204 (M') | 사하 205 (T) | 모하 205 (M) | 모하 204 (M') | 사하 205 (T) | 모하 205 (M) | 모하 204 (M') | 쿠하 204 (Tc') |
| 국철 시대 야마노테 선 도입분        | 1 2 : 33 34    | 1 4 : 97 100 | 1 4 : 97 100  | 1 3 : 65 67  | 2 5 : 98 101 | 2 5 : 98 101  | 2 4 : 66 68  | 3 6 : 99 102 | 3 6 : 99 102  | 1 2 : 33 34    |
| 게이한신 완행선 도입분              | 35 : 38        | 103 : 109    | 103 : 109     | 69 : 72      | 104 : 110    | 104 : 110     |              |              |               | 35 : 38        |
| JR 동일본화 이후 야마노테 선 도입분 | 41 42 ：       | 121 124 ：   | 121 124 ：    | 81 83 ：     | 122 125 ：   | 122 125 ：    | 82 84 ：     | 123 126 ：   | 123 126 ：    | 41 42 ：       |
| 만약 연속 번호를 사용한 경우        | 39 40 ：       | 111 114 ：   | 111 114 ：    | 73 75 ：     | 112 115 ：   | 112 115 ：    | 74 76 ：     | 113 116 ：   | 113 116 ：    | 39 40 ：       |

#### 1000번대(JR 서일본)
1988년 JR 서일본이 한와 선전용으로 설계·투입한 차량이다. 전차량이 긴키 차량에서 제조되었다. 0번대와 비교하여 주행 기기(후에 서술하는 내용이다), 전면창 레이아웃의 변경, 차량 외부 스피커 설치, 옥상 통풍기(벤틸레이터) 개수의 반감, 보조 전원 장치로 정지형 인버터 채용 등의 변경이 있다.
외관은 전면창 레이아웃이 변경되어 운전사 측의 창이 좁고, 반대로 조수석을 큰 창으로 변경했으며 한층 더 나아가 아래쪽으로 250mm 확장된 것으로 되어있다. 같은 객실에서의 전망을 고려하여 조수석 장비 높이를 낮추고 승무원실 후면 칸막이벽 중앙 창과 칸막이문 창을 확대하고 있다. 또한 승객용 출입문과 관통문이 상부로 20mm 확대되고, 전자의 유리창이 아래쪽으로 확대되고 있다.
실내 좌석의 1인분 폭이 확대되고<!-3명분에서 40mm, 4명분에서 30mm 확대되고 있기 때문에 통틀어 몇mm 확대되었는지는 단언할 수 없다.-> 좌석 상단 선반 모양이 철망식에서 파이프식으로 변경되었다.
기어비는 그대로 영업 최고 속도 110 km/h로 끌어 올리기 위해 주전동기를 WMT61A형으로 변경하고, 최고 회전수를 4,600rpm에서 5,100rpm으로 끌어 올리고있다. 대차는 저널박스 방식은 동일하게 하면서 고속 주행을 고려하여 요댐퍼 설치 준비 공사에 기초 제동도 고속 대응용으로 개량되어 있다. 또한 주행 성능의 차이로 0번대와의 병결 운행은 할 수 없다.
그 후 JR 서일본의 통근형 전동차는 VVVF 인버터 제어를 채용한 207계로 이행했기 때문에 제조는 4량 5개편성(20량)에 그쳤다. 현재는 전면에 배장기(스커트)가 장착되어 선두차의 일부는 운행 번호 표시기가 LED화 되고 있다.
이 번대는 2002년부터 JR 동일본에서도 등장하고 있지만, 이 번대와는 무관하고, 번호도 중복되어 있지 않다. JR 동일본이 보유한 1000번대에 대해서는 난부 지선 전용을 참조.

#### 사하 204형
JR 동일본에서 혼잡시간대에 대응하기 위해 출입문을 측면당 6개로 한 차량으로 1990년부터 전차량이 긴키 차량에서 생산되었다. 본 형식은 아침의 최고혼잡시에 대응하여 입석 정원을 늘릴 수 있도록 좌석을 접는 기능을 가지고 있어 차장이 운전실에서 자동으로 좌석을 고정시키는 것이 가능하도록 되어 있다. 좌석 이용가능 시간은 노선마다 다르지만, 동일노선에서는 같은 시각에 차장이 수납을 해제한다. 한 때의 야마노테선, 현재 운용중인 사이쿄 선·린카이 선은 10시에, 요코하마 선은 9시에 수납 해제가 된다. 차내에는 해제 시간까지 좌석을 사용할 수 없는 취지의 스티커가 첨부되고 있다. 그 때문에 열차에 따라서는 종착역 부근부터 이용이 가능해지거나 승객이 이용하지 않는 좌석 그대로 입고하는 경우도 있다. 또한 장난 방지를 위해 승객이 한 번 이용한 좌석은 잠겨 버려 수동으로의 수납을 할 수 없다.

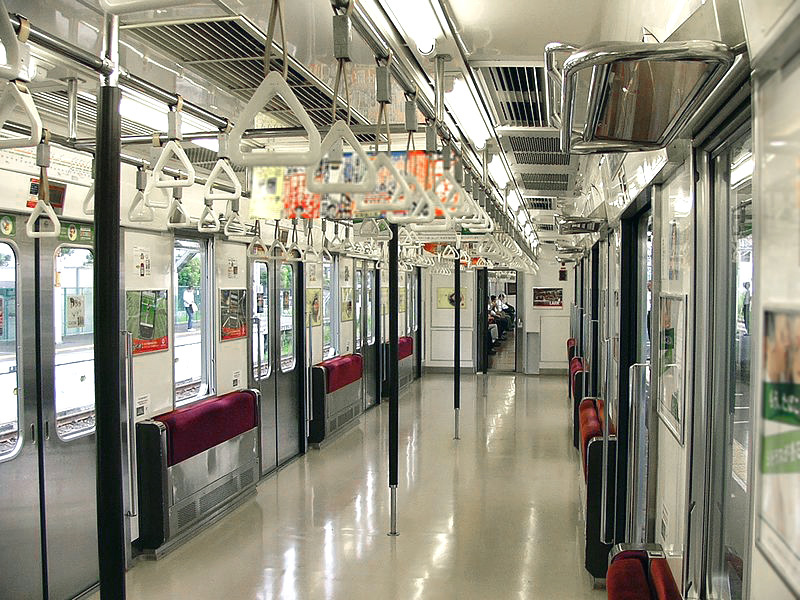
야마노테 선에서의 전속 차량 차내 (2004년 8월 6일 하시모토 역)
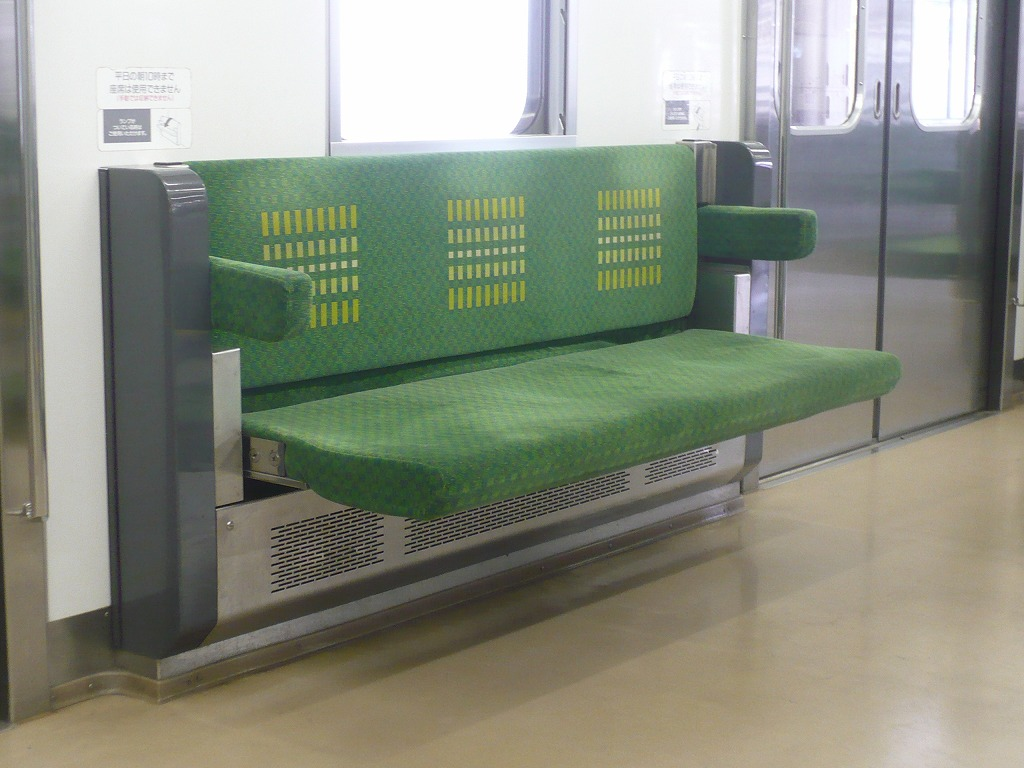
접이식 좌석
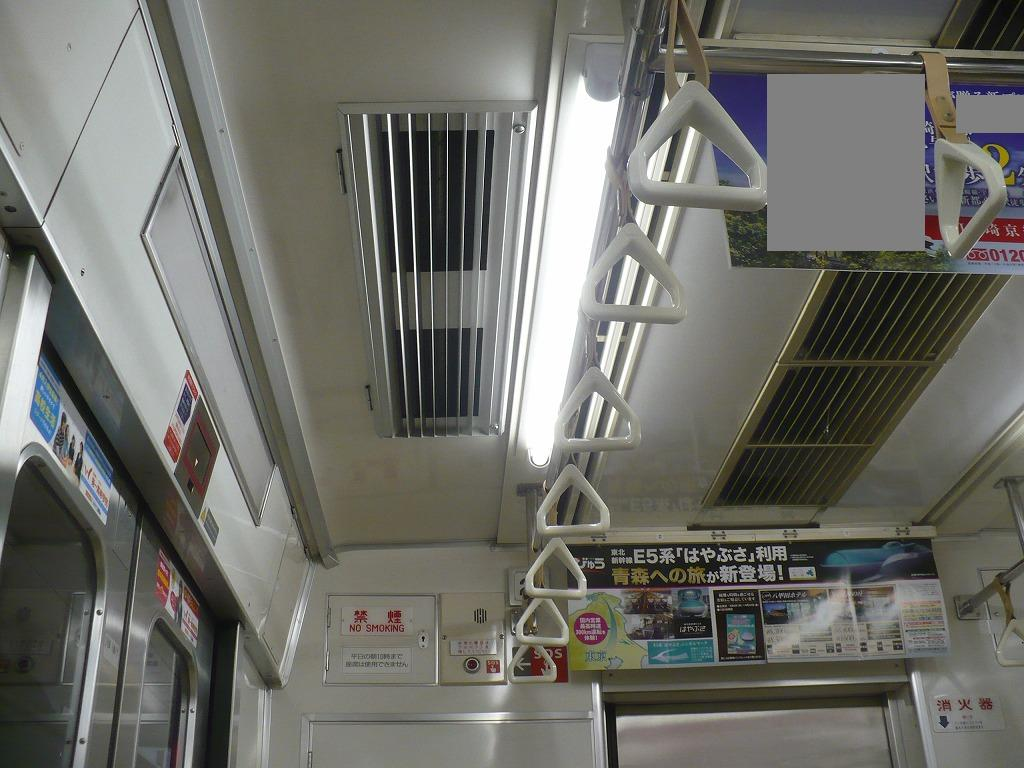
출입구 천정부 순환부(왼쪽 천장 그릴)
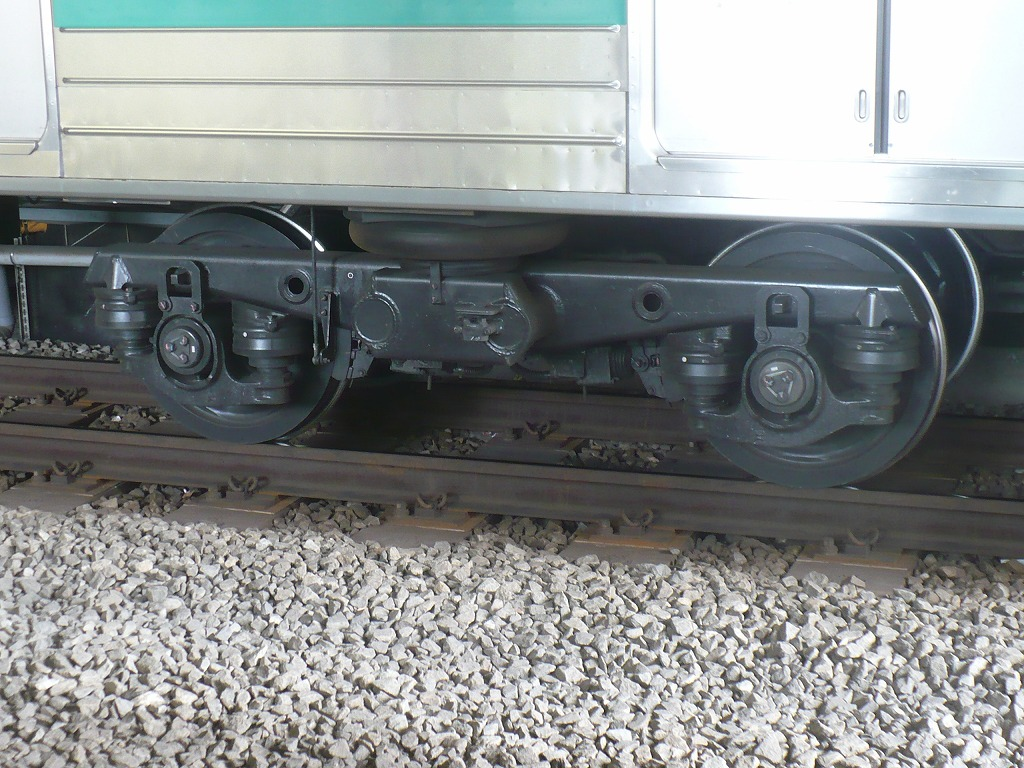
사하 204형의 TR241B 형 대차. 또한 사진의 차량은 롤고무 방식이 아닌 콘적층 고무 방식으로 되어있다. 2009년 현재 H1편성에서 H28편성까지 28편성이 재적하고있다. H26 - H28편성의 3개 편성은 다른 노선에서의 전입이다(후에 서술).
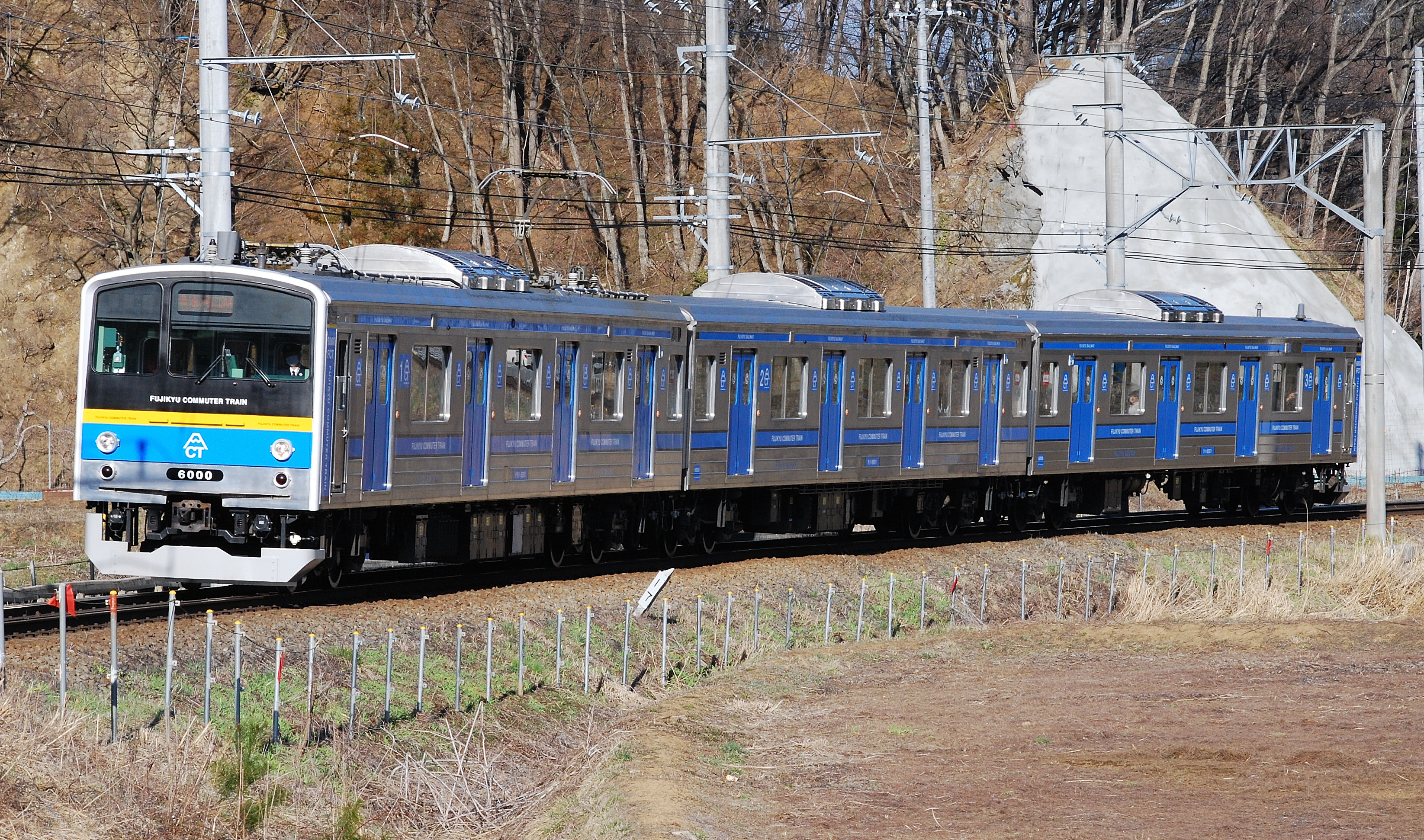
후지 급행 6000계

좌석의 구조상 난방 기기를 종래와 같이 좌석하부에 설치할 수 없게 되기 때문에 철도 차량에서는 별로 사례가 없는 마루 난방법이 채용되고 있다. 한층 더 나아가 좌석 하부에 소형의 시즈식 히터가 숨겨져 있지만, 어디까지나 보조적인 장치일뿐 사용되지 않았다. 또한 출입문이 증가했기 때문에 AU75계열보다 성능이 강화된 냉방 장치를 탑재하여냉기가 새어나가지 않게 각 출입문위의 천정에 에어 커텐을 마련하고 있다.
차내에서는 손잡이의 수를 98개(증설 이전 4도어 중간차)에서 150개로 대폭 늘려 맞추어 중앙 통로에 보호용 스탠션 폴을 5개 설치한 것이다. 이것은 좌석이 수납식이 되어 출입문 부근에 잡히는 장소가 없어졌기 때문에 설치되었다. 차내는 출입문이 6개 있기 위해 좌석수는 통상의 4도어 차량(54석)보다 적은 30석이다. 또한 상기의 시간대에 의해 사용할 수 없는 보조 좌석이라고 하는 특수성으로인해 205계는 유일하게 우선석을 마련하지 않았다. 그러나 차량의 단부를 활용해 여기에 휠체어 스페이스를 설치하는 등 베리어프리에도 대응하고 있다.
각 출입문의 비상용 도어 코크는 출입문의 상부에 유리로 덮여 설치되어 0·900번대는 사용 방법으로 '이 유리안의 손잡이를 앞으로 당기면 도어는 손으로 열립니다.'라고 표시되어 있지만, 100번대는 209계와 동일한 스타일이기 때문에 '안의 손잡이를 앞으로 당기면 도어는 손으로 열립니다.'라고 표기되고 있다.
야마노테 선용의 차량은 1990년 6월 8일부터 6도어차에서 시험적으로 차내 표시 모니터에 의한 정보 제공 서비스가 시작되고 있었다. 이것은 JR 동일본이 승객에 대한 서비스 향상 등을 고려한 적시에 정보를 제공하는 것을 목적으로 한 것이다.
차내 표시 모니터는 사하 204-901에 5인치 액정식, 사하 204-902는 6인치 브라운관식 평면 디스플레이를 사용한 것으로 각 출입문 상부의 검사 뚜껑 좌우 한쪽 12곳·1량당 24대가 설치되었다. 방송 내용은 문자 다중 방송의 뉴스, 날씨, CM, 스포츠 정보를 비롯한 JR 동일본의 PR 비디오 및 환경 비디오 등을 방송하는 것이다. 이것은 양산차에서도 정식으로 채용되고 있다. 지붕에 통풍 장치(환기)부에는 수신 안테나를, 바닥에 튜너·제어용 컨트롤러·고스트 캔셀러가 있어 이들을 통해 차내 모니터에 표시된다.
야마노테 선용의 차량은 도어 상부 양단에 액정 디스플레이(LCD)가 장착되고 있고, 문자방송이나 광고를 송출하고 있었지만, 해당 노선 외에는 정보 제공 기기의 지원 설비가 없기 때문에 E231계 500번대 투입에 의해 사이쿄 선이나 요코하마 선에 전출되었을 때 액정 디스플레이와 수신용 안테나를 떼어내고 있다. 이 차량만 행선 표시기가 없었지만, 이것도 사이쿄 선 전속차량은 일부의 창을 개조해 LED식의 것을 설치하고 있다.
2014년 2월부로 사이쿄 선·린카이 선, 같은 해 8월 23일부터 요코하마 선에서의 운용도 끝나 본 형식의 운행은 모두 끝났다. 또한 마지막까지 운용되고 있던 요코하마 선은 E233계 6000번대의 운용 개시에 따라 2014년 2월 17일부터 8월 23일까지 하루 종일 좌석 수납 없이 운영으로 되어 있었다.

##### 사하 204형 900번대
1990년 2월 27일부로 신조한 6도어차의 선행 시작차로 2량이 생산되었다. 900번대(901·902)가 부여되어 본계열로는 유일한 시작차 번대 구분이 되었다. 당초에는 야마노테 전차구(현재의 도쿄 종합차량센터)에 배치되어 야테 42편성(쿠하205-42이하 10량)의 9호차와 2호차에 연결되어 같은해 3월 10일 운전 시각표 개정으로 영업 운행을 개시했다.
차내의 액정 디스플레이는 대량 생산차와 크기가 달라 평시의 일부 일부 출입문 차단(6개소중 2개소)이 가능한 기능이 있어 도어가 열리지 않는 2개소에 차단중을 표시하는 램프가 설치되어 있었다. 또한 상부 선반의 높이가 대량 생산차보다 조금 높다. 그 외의 설비는 대량 생산차와의 차이는 거의 없다.
이후 각종 시험을 실시하여 양산차 완성을 앞둔 1990년 10월 - 11월에 양산화 개조가 시공되어 차내의 모니터 화면을 양산차와 동일한 9인치 액정식으로 교체하고 선택개폐기능의 철거, 해당 차량용 보조 전원 장치의 탑재(다음 0번대에 기재) 등이 실시되고 있다.
그 후 0번대가 연결된 후에도 시작차 2량은 1량씩으로 나누어 연결(901이 야테 42편성, 902가 야테 60편성에 연결)되어 몇회 이상 연결 편성의 교환이 진행되었다. 1996년 2월 5일부로 야테 42편성이 가와고에 전차구(현재의 가와고에 차량센터)에 전속할 때 재편성으로, 당시 야테 49편성에 조성되고 있던 902는 보류차 취급이 되어 있던 0번대의 사하 204-42와 교체되어 그 후 902가 보류차가 되었다.
그 밖에 2001년 6월 30일부로 902는 사이쿄 선용으로서 전속하여 901도 2003년 12월 5일부로 같은 노선으로 전속되었다. 현재는 하에 8편성에 902가, 하에 18편성에 901이 각각 조성되어 해당 노선을 운행하고 있다.
E233계 7000번대로의 전환에 따라 2013년 9월 6일자로 2량 모두 제적되고 형식 소멸되었다.

##### 사하 204형 0번대
900번대의 시험 결과를 기본으로 한 양산차이다. 야마노테 선 11량 편성화용으로 51량이 증비되어 1991년 12월 1일부터 9일에 걸쳐 같은 노선의 전체 53편성중 51편성에 연결되었다.
시작차는 평시에 2곳의 출입문을 꼭 닫아 4도어차로서 사용할 수 있도록 출입문의 선택 개폐 기능과 차단 안내용의 표시기가 비횡에 탑재되고 있었지만, 대량생산차에서는 종일 6도어차로 운용되기 때문에 이 설비는 생략되었다. 한편 증결용 차량으로 제조되었기 때문에 당초부터 냉방 전원용의 전원 장치가 바닥 하부에 탑재되고 있다(900번대는 나중에 탑재).
차내의 모니터 화면은 보기 쉽게 9인치 LCD 디스플레이를 채용했다. 선반은 승객의 설문 조사에서 너무 높은 의견으로 1,900mm로 낮췄다. 또한 성령에 의한 기준에 따라 더 이상 높이를 낮출 수는 없다. 다른 설비는 900번대와 공통이다.
2005년까지 후에 서술하는 전속에 의해 0번대 50량이 가와고에 차량센터, 1량이 가마쿠라 차량센터에 각각 전속하여 2008년 6월 기준으로 가와고에 차량센터 전속차량은 사이쿄 선의 하에 1 - 25·31편성계 26개에 연결되어 특히 혼잡의 격렬한 상황을 보여주는 곳인 가장 혼잡한 역의 계단 부근에 정차하는 2·3호차에 연결되고 있다. 다만 해당 노선에는 본계열을 연결하지 않는 편성(하에 26 - 30·32편성)도 재적하고 있기 때문에 6도어차를 연결하고 있는 편성은 출입문 상부와 선두차의 전면에 '6 DOORS'의 스티커를 붙여 구분하고 있다. 한편 가마쿠라 차량센터 전속차는 요코하마 선의 H27편성 2호차에 연결되고 있다. 덧붙여 해당 노선의 0번대는 이 1량뿐이다. 또한 가와고에 차량센터에 소속되어 있던 50량은 E233계 7000번대의 대체에 따라 2013년 7월부터 2014년 2월까지 폐차되었다.
가마쿠라 차량센터 전속 차량은 요코하마 선용 H27편성 2호차에 연결된다.

##### 사하 204형 100번대
1994년 12월 3일부터 요코하마 선 전열차 8량 편성화용으로 등장했다.
본계열 제조 종료후의 리피트 주문이였기 때문에 이 차량은 당시 신조차량이었던 209계의 설계가 받아들여져 저널박스 지지방식이 축 대들보식이 된 것 외에 측면 유리창의 지지 방법도 금속 축압금 방식에서 접착 방식(본드식)으로 변경되었다.
냉각 장치는 사하 204형 0번대·900번대와는 달리 AU722형 가동률 제어 방식 쿨러(50,000kcal/h·58.0kW)를 사용하고있다. 또한 0번대의 지붕 통풍 장치에 장착된 액정 디스플레이에 의한 정보 안내 방송용 데이터 수신 안테나는 이 장치를 설치하지 않기 때문에 생략되어 차내에서는 선반의 모양이 변경되었다.
2014년 기준으로 요코하마 선의 H1 - 26편성의 2호차에 연결되고 있다(이것은 같은 노선에서 가장 혼잡한 경향을 보이는 곳이다).

#### 500번대
1991년 3월 16일 사가미 선 전철화에 따라 해당 노선에 새로 투입된 로컬선 사양의 구분 번대이다. 2M2T(TcMM'Tc')의 4량 편성이다.
이 그룹은 사가미 선으로 전용하기 때문에 해당 노선의 새로운 이미지로 전면 디자인이 크게 변경되었으며, 전조등과 미등 형상은 각형으로 변했다. 또한 사가미 선은 건널목이 많기 때문에 건널목 사고 대책으로 본 계열의 신제차에서는 처음으로 스커트(배장기)가 설치되어있다. 덧붙여 후계에서 탑재된 다른 번대에서도 유례없는 독특한 형상이다.
띠색은 라이트 블루의 농담 2색이지만 본 계열에서는 유일하게 판자조각부에만 첨부되어 막판의 띠가 생략되고 있다. 또한 코퍼레이트 컬러(초록)의 JR 마크를 표기하는 것도 본 번대가 유일하다.
실내는 본계열에서 처음으로 인테리어 색상이 변경되어 난색계에서 청량감있는 블루 계열 색상으로 연선을 흐르는 '사가미 강'을 이미지하는 것으로 하였다. 장판 바닥 깔개·커튼 등은 형상을 변경하고 좌석 모켓은 블루 그린색상을 채택했다. 실내 보온의 관점에서 반자동 출입문 회로를 추가하고 이를 위해 운전실에 설치되어 있는 차장 스위치에 키조작으로 자동·반자동을 전환 선택하는 기기가 설치되어 승객용 출입문 부근에는 출입문 개폐 스위치를 설치했다. 각 출입문의 비상 도어코크는 출입문 상부에 설치하고 있지만, 사용 방법이 도어 코크 우측에 표시되어 있다. 개폐장치(공기식 도어 엔진)는 기존의 좌석 밑 수납식(교차경부 실린더형 기어랙식)에서 유지 보수면을 고려하여 도어 상단 내장형의 '직동식 도어 엔진'을 채용했다.
사가미 선은 전구간에서 연중 반자동 출입문 처리를 실시하기 때문에 각 출입문에는 그 취지가 설명된 스티커가 부착되어있다. R1편성은 2004년, R2 - R13 편성은 2009년에 반자동 개폐 스위치가 갱신되어 도어 차임을 설치한것 외에, 차내에서 내릴 때에 출입문을 여는 안내를 음성으로 고지하게 되었다.
승무원 실내는 처음 색상이 변경되며 기존의 실내를 밝은 녹색, 계기판을 짙은 녹색으로 한 것에서 실내를 아이보리 색, 계기판을 다크 그레이로 변경했다. 운전대 계기판 오른쪽에 간이 모니터 장치대신 승무원 지원 기능이있는 'MON5형 모니터 장치'가 탑재되었다. 도입 초기 MON5형은 본체가 FC-9801에서 14인치 CRT 모니터를 사용하고 있었다. 덧붙여 이 장치는 후년에 651계와 215계 등에서 사용되는 'MON3형 모니터 장치'를 개조한 시스템으로 업데이트되었다.
기본은 도큐 차량 제조 생산이지만, R12편성의 중간차와 R13편성은 JR 동일본의 오후나 공장(현재는 공장을 폐지하여 가마쿠라 차량센터로 바뀌었다)에서 생산되었다. 또한 자세한 내용은 요코하마 선 사양 참조.
2009년 1 - 3월에는 전편성의 팬터그래프가 싱글암식의 PS33E형으로 교체되었다.
- 사가미 선 사양(500번대)의 운전대. 모니터 장치가 눈에 띈다.
- 출입문 스위치와 출입문이 스위치 조작식인 것을 알리는 스티커(차량 외부).
- 출입문 스위치와 출입문이 스위치 조작식인 것을 알리는 스티커(실내, 출입문 스위치 갱신 전).
- 출입문 스위치와 출입문이 스위치 조작식인 것을 알리는 스티커(실내, 출입문 스위치 갱신 후).

### 개조차량
후에 서술하는 '전속'에서는 주로 야마노테선용(일부 그 이외의 차량도 있다)의 차량을 전속처의 노선 사정에 맞추기 위해 각각 대규모 개조 공사를 시공했다.
아래와 같이 개조차량이 투입된 노선과 그 개조 내용을 기술한다.
선두차 개조에 대해서는 11량 편성으로 운용하고 있는 야마노테 선으로부터의 전출에 있어 전출 노선의 단편성화에 따라 필연적으로 선두차가 부족하므로 중간차의 선두차화 개조가 시공되었다. 전면 디자인은 기존 차량과는 다른 새로운 것으로 했다. 앞유리는 완만한 가로 방향으로 구부러진 1장의 곡면 유리를 사용했으며, 전조등(HID)과 미등은 창내 상부 좌우의 배치였다. LED식 행선 표시기는 중앙 상부의 배치이다.
개조에 있어서 처면 구체를 철거하고 전면 강화 프레임을 용접 상부, 전두부는 FRP에 페놀 발포체를 맞춘 강성이 높은 복합 재료를 사용했다. 개조에 있어서 승무원실부에 방해되는 조수석측 측면의 행선 표시기는 폐지되었다.
승무원실 기기 배치는 E231계 등에 준한 것으로 주간제어기 핸들은 기존차와 달리 왼손 조작형 원핸들식을 채용했으며 개조 직후의 시점에서는 모니터 화면의 설치는 없으나, 기기 대형도 이 계열에 준한 것이다. 또한 디지털 열차무선의 도입 및 보안장치 변경 등으로 별도 모니터를 추가한 차량도 있다.
승무원실은 기존 차량보다 오히려 선로 방향으로 200mm 넓은 것으로 알려져 있으며 승무원실 뒤쪽 칸막이 벽에는 비상 구출구·차광막부가 조망창·칸막이 문 창을 배치했다. 또한 선두차화 개조차의 길이는 21mm 긴 19,715mm가 되고, 또한 연결면 간 거리는 20,100mm이다.
또한 선두차화 개조를 실시한 차량에서는 연결면 측의 차량 단부 좌석을 철거하고 휠체어 공간의 설치가 이루어지고 있다(다만 편성의 짧은 난부 지선용 1000번대·쓰루미 선용 1100번대는 쿠모하 204형만 설치).

#### JR 동일본

##### 난부선(1200번대)
아래의 2형식이 개조되었다.
- 쿠하 205형 1200번대
- 쿠하 204형 1200번대

2004년과 2005년 사이에 부족한 선두차를 보충하기 위해 야마노테 선용의 부수차 일부에 선두차화 개조를 실시하여 투입했다. 선두차는 1200번대로 구분되어 있지만, 중간차는 0번대를 연결한다. 당초 5편성이 투입될 예정이었지만, 사이쿄 선 열차의 증발과 계획 변경에 수반하여 최종적으로 1편성 증가한 6편성이 투입되었다. 그 후 1편성이 센세키 선 전용을 위해 2009년 7월 고리야마 종합차량센터에 회송되어 현재는 5편성만이 존재한다. 후에 팬터그래프가 싱글암식으로 교체된 차량도 있다. 편성 조성은 투입 구간에서의 0번대 조성과 동일하다.

##### 난부 지선(1000번대)
아래의 2형식이 개조되었다.
- 쿠모하 205형 1000번대
- 쿠모하 204형 1000번대

2002년 주오·소부 완행선용(4량)과 2003년 야마노테 선용(2량)의 모하유닛 일부에 선두차화 개조를 실시하여 난부 지선에 투입했다. 2M0T의 2량 편성으로 1인 승무에 대응하여 이전에 운용하고 있던 101계와는 다른 발차 벨·차임이나 자동 방송을 탑재하는 발차 벨·도어 차임이 추가되었다.
또한 장시간 정차시의 차내 보온 문제로 출입문을 1곳만 여는 '3/4 개폐 스위치'를 탑재했다. 주전동기나 공기압축기등의 주행 장치는 종래의 설비를 그대로 유용하고 있지만, 쿠모하 204형의 보조 전원 장치는 MG(전동 발전기) 비탑재차로부터의 개조로 인해 SIV(정지형 인버터)를 탑재하고 있다. 2009년 3월에는 전편성의 팬터그래프가 싱글암식의 PS33E형으로 교체되었다. 번대 구분은 일단 '1000번대'이지만, 전에 서술한 JR 서일본 소속차와는 무관하다. 또한 JR 동일본에는 쿠모하의 2형식 밖에 존재하고 있지 않았기 때문에 차량 번호가 중복되지는 않는다.
|           | ← 하마가와사키싯테 → |                  |
| 호차      | 2                    | 1                |
| 형식      | 쿠모하 205 (Mc)      | 쿠모하 204 (Mc') |
| 탑재 기기 | Cont                 | SIV,CP           |

- Cont: 주제어기, SIV: 정지형 인버터, MG: 전동 발전기(190kVA 무브 MG), CP: 공기압축기(이 범례는 이후에도 공통)

##### 쓰루미 선(1100번대)
아래의 2형식이 개조되었다.
- 쿠모하 204형 1100번대
- 쿠하 205형 1100번대

2004년과 2005년에 걸쳐 투입되었으며 선두차는 모두 중간차로부터 개조(쿠하는 전차량 원래는 사이쿄 선, 모하·쿠모하는 원래는 야마노테 선이다.)된 2M1T의 3량 편성이다. 선두차만이 1100번대로 개번되었기 때문에 유닛간의 차호가 차이가 나지만, 동일 번호의 차량을 기존차로 하고 있다. 장시간의 정차를 고려하여 1000번대와 동일한 '3/4 개폐 스위치'를 탑재했다. 또한 난부 지선 전용 같이 쿠모하 204형의 보조 전원 장치는 SIV이다.
덧붙여 쿠하 205-1101는 205계의 선두차화 개조 제1호차라는 시작적 의미도 있어 2002년에 선행 개조된 것이다. 그 때문에 편성을 조성하는 전동차의 완성까지 오후나 공장내에 보류차로 유치되고 있었다. 그후 2009년 1 - 3월 전편성 팬터그래프가 싱글암식의 PS33E형으로 교체되었다.
T14편성의 쿠모하 204-1104와 모하 205-173은 현재 남은 205계에서 유일하게 갈색 계열의 모켓이 남아 있다.
|           | ← 오기마치・우미시바우라・오가와쓰루미 → |              |                  |
| 호차      | 3                                        | 2            | 1                |
| 형식      | 쿠하 205 (Tc)                            | 모하 205 (M) | 쿠모하 204 (Mc') |
| 배치 기기 |                                          | Cont         | SIV,CP           |

##### 하치코·가와고에 선(3000번대)
아래의 4형식이 개조되었다.
- 쿠하 205형 3000번대
- 모하 205형 3000번대
- 모하 204형 3000번대
- 쿠하 204형 3000번대

2003년과 2005년 사이에 투입되었으며 도어 스위치의 설치를 수반한 반자동문과 도어 차임을 탑재하여 선두차는 모두 개조 선두차 2M2T의 4량 편성으로 중간차도 포함된 원래의 차량은 전차량 야마노테 선 소속의 차량이다. 이후 3100번대와 거의 같은 사양이지만, 롱시트로 화장실은 설치되지 않았다. 또한 투입 구간을 고려해 휠체어 공간부에는 벽면 부착 히터가 설치되어 있다. 이것은 선두차 개조차에서도 3000번대와 3100번대만 설치된 것이다.
팬터그래프는 당초 능형(PS21)이었으나 현재는 모두 싱글암식(PS33C)으로 되어 있다. 이에 따라 협소 터널 구간 운행이 가능한 '◆'마크가 있다. 보안 장치는 ATS-P, SN형으로 내설 제동장치도 탑재하고 있다.
2006년 12월 1일부터 하치코·가와고에 선에서는 출입문 개폐가 연중 스위치식이 되고 있기 때문에 출입문 상부에 출입문 개폐 방법을 표기한 스티커가 첨부 되고 있다.
|           | ← 미나미후루야・가와고에고마가와・하치오지 → |              |               |                |
| 호차      | 4                                            | 3            | 2             | 1              |
| 형식      | 쿠하 205 (Tc)                                | 모하 205 (M) | 모하 204 (M') | 쿠하 204 (Tc') |
| 배치 기기 |                                              | Cont         | MG,CP         |                |

##### 센세키 선
아래의 4형식이 개조되었다.
- 쿠하 205형 3100번대
- 모하 205형 3100번대
- 모하 204형 3100번대
- 쿠하 204형 3100번대

2002년에서 2004년에 103계를 대체하기 위해 센세키 선에 투입되었다. 2M2T의 4량 편성으로 개조전 차량의 모하유닛은 전차량 야마노테 선 출신이다. 쿠하는 야마노테 선 출신과 사이쿄 선 출신의 사하 205형에 운전대를 설치한 차량이다. 내한 내설 사양으로 측 미닫이 레일 히터나 내설 제동을 추가로 부착하고 있다.
개조 내용은 출입문 스위치를 수반한 반자동문 설비를 탑재하고 쿠하 205형에는 본계열에서는 유일하게 차내 화장실(휠체어 대응)이 설치되었다. 보안 장치가 ATS-Ps가 되어 있는 것 외에 정차역 통과방지 장치를 탑재한다.
3100번대의 모하 205형 가운데 3112·3114·3116·3118·3119호차에 대해서는 가선 서리방지용의 싱글암식 팬터그래프(PS33C형)가 증설되었다. 집전용의 팬터그래프는 당초 능형이었으며 일시적으로 2종류의 팬터그래프를 탑재했다가 싱글암식으로 교체되고 있다.
센세키 선에서는 2010년 10월에 일부 구간에서 보안 장치를 ATACS로 갱신했다. 이에 앞서 각 편성에서 ATACS대응 운전대 교체가 실시된 것 외에 쿠하 204형에 ATACS 차상 장치와 전용 안테나의 설치도 이루어지고 있었다. 또한 모하 204형은 차량 전체가 MG 철거차에서의 개조로 보조 전원 장치로는 해당 노선의 103계의 폐차 발생품을 유용한 SIV(SC63A형·160kVA)를 탑재하고 있어 5000번대의 것 등과는 외관이 다르다. 상세는 '센다이 차량센터 미야기노 출장소'를 참조
3100번대의 가운데 편성번호 M2 - M5편성과 M8편성의 쿠하 205-3102-3105·3108호차에는 크로스시트/롱시트로 전환 가능한 '2WAY시트'를 탑재하고 있다. 이것은 출입문 간 7인용 좌석을 철거해 2인 2WAY시트를 3기씩 배치한 것이다. 또한 연결면은 휠체어 공간과 화장실을 설치하여 좌석은 없다. 이 관계로 좌석 밑의 도어 엔진이 사용할 수 없게 되므로 출입문 상부 수납의 직동식 도어 엔진으로 개조하고 있다.
차체 라인 컬러는 올 롱시트 차량에서는 청색 계열의 2색이지만, 2WAY 시트 차량 조성 편성은 각 차량마다 라인 컬러가 서로 다르고 측면에 연선의 관광지를 이미지화한 로고 마크가 부착되어 있다(아래에 이미지 관광명소와 라인 컬러를 기재).
- 쿠하 205형 '이시 마키·빨강(■■)' 이시노마키시의 꽃인 진달래속을 이미지
- 모하 205형 '마쓰시마·오렌지(■)' 마쓰시마의 아침해와 석양, 오기야의 단풍을 이미지
- 모하 204형 '시오가마·보라(■■)' 시오가마 항에서 잡히는 참치 등의 생선을 이미지
- 쿠하 204형 '센다이·초록(■■)' 센다이시 나무인 느티나무와 숲의 도시를 이미지

이 외에 쿠하 205형에는 문 옆에 2개 2WAY 시트 로고 마크가 부착되어 있다. 이 가운데 M-8편성은 이시노모리 쇼타로의 만화 작품으로 랩핑(포장)된 '만가탄 라이너'로 운행된다. 이후 M-2편성에도 랩핑을 실시하고 '만가탄 라이너 II'로 운행되고 있다.
|           | ← 이시노마키센다이·아오바도리 → |              |               |                |
| 호차      | 4                               | 3            | 2             | 1              |
| 형식      | 쿠하 205 (Tc)                   | 모하 205 (M) | 모하 204 (M') | 쿠하 204 (Tc') |
| 탑재 기기 |                                 | Cont         | SIV, CP       |                |

- 모하 205중 5량은 성에 제거용의 팬터그래프가 증설되고 있다(각 차량의 싱글암식을 2기).

- 2Way 시트 차량
- ATACS용 표시기를 탑재한 운전대.
시각표가 붙은 왼쪽 모니터는 ATACS용 모니터

##### 무사시노 선
아래의 2형식이 개조되었다.
- 모하 205형 5000번대
- 모하 204형 5000번대

2002년 - 2005년·2008년 무사시노 선에 투입되었다. 등장의 배경은 205계가 다수의 지역에 전속하여 전동차가 부족하게 되었다. 해당 노선의 차량은 직통 운행을 실시하는 게이요 선 지하구간의 급구배 구간에 대응하기 위해 8량 편성중에서 동력차가 6량이나 되는 편성을 짜고 있었지만, 동력차 부족으로 동력차 4량에서도 동일한 성능을 확보하기 위해 주회로의 변경과 주전동기의 교체로 대응하였다. 그 때문에 동력차만이 5000번대로 개번되었다.
모하 205형의 주전동기 입력 전력을 제어하는 인버터 장치는 IGBT 소자를 이용한 도요 전기제로 또한 그 인버터에 의한 주전동기의 가변속제어 방법으로 속도 센서리스 벡터 제어를 이용했다. 이 개조에 수반하여 M1·2편성(원래 주오·소부 완행선용)으로부터 떼어낸 계자첨가 여자제어 장치와 주전동기는 253계의 증비편성(200번대) 2편성에 전용되고 있다. 또한 모하 204형의 하부 기기는 종래의 설비를 그대로 유용하고 있지만, MG 철거차 및 비탑재차로부터의 개조차에는 보조 전원 장치로 SIV가 새롭게 탑재되고 있다. 그 때문에 MG 탑재차와 SIV 탑재차의 2종류가 존재한다. 덧붙여 모하 204-393개조의 모하 204-5069, 2008년에 개조된 모하 204-5072는 SIV가 아닌 MG를 탑재하고 있다.
또한 모하 204형의 바닥 밑 기기는 기존 차량을 그대로 유용하지만 MG 철거차 및 비탑재 차에서의 개조차에는 보조 전원 장치로 SIV가 새롭게 탑재되고 있다. 그래서 MG 탑재차와 SIV 탑재차 2종류가 존재한다. 단 이 그룹의 SIV는 편성 량 수의 관계로 대용량의 210kVA 출력의 SS66B형이 사용되고 있으며 모하 204-393 개조의 모하 204-5069과 2008년에 개조된 모하 204-5072만 SIV가 아닌 MG를 탑재하고 있다.
위에 언급한 양 형식에 사용되고 있는 대차는 주전동기의 교체에 의한 설치 부분의 개조를 받았기 때문에 DT50계에서 DT70계로 형식 변경되었다. 이 외에 기존 205계에 맞추어 내설 제동의 첫 탑재가 실시되고 있다.
- SC71형 VVVF 인버터 장치
- SC66B형 정지형 인버터 장치
- 개조된 DT70형 대차

개조된 차량의 대부분이 야마노테 선 출신 차량이지만, 극히 초기에 개조된 2편성만이 주오·소부 완행선의 차량을 원조로 하고 있다. 2006년에는 동력차를 확보하기 위해 1991년에 당초부터 무사시노 선에 신규 투입된 차량도 추가로 개조되었다. 이 과정에서 전동차를 어떠한 이유로든 교체할 수 있어 모하 205형과 모하 204형이 별번호의 차량을 원조로 하는 유닛이 등장했다. 5000번대에 한정하지 않고 205계는 같은 번호의 전동차끼리로도 유닛을 조성하므로 이러한 케이스는 개조차를 포함한 처음의 사례다.
원칙으로는 개조순서에 번호가 다시 추가되었기 때문에 번호가 짧다고 해서 수명이 낡다고는 할 수 없다. 4M4T의 8량 편성이다.
|          | ← 도쿄・신나라시노・미나미후나바시후츄혼마치・하치오지 → |              |               |              |              |              |               |                |
| 호차     | 1                                                        | 2            | 3             | 4            | 5            | 6            | 7             | 8              |
| 형식     | 쿠하 205 (Tc)                                            | 모하 205 (M) | 모하 204 (M') | 사하 205 (T) | 사하 205 (T) | 모하 205 (M) | 모하 204 (M') | 쿠하 204 (Tc') |
| 기기배치 |                                                          | VVVF         | MG,CP         |              |              | VVVF         | MG or SIV, CP |                |

- 7호차의 보조 전원 장치는 MG 또는 SIV 중 하나를 탑재하고있다.
- 제어 장치는 VVVF 인버터 장치이다.

##### 닛코 선·우쓰노미야 선용(600번대)
닛코 선에서 운용되고 있던 오야마 차량센터 소속의 107계 0번대 및 우쓰노미야 선 고가네이 - 구로이소 구간에서 운용되는 다카사키 차량센터 소속 211계 교체용으로 E233계 5000번대 투입에 의해 잉여가 된 게이요 차량센터 소속차와 E233계 7000번대 투입에 의해 잉여가 된 가와고에 차량센터 소속차로 개조 공사를 시공하고 완성된 번대이다.
MT비 2M2T의 4량 편성 12개 총 48량이 오야마 차량 센터에 배치되는 계획이며 이 가운데 4개 16량이 닛코 선으로, 8개 32량이 우쓰노미야 용으로, 우쓰노미야 선용으로는 닛코 선에서도 운용되고 있다. 이 가운데 Y1 - Y10편성은 원래 게이요 차량센터 소속차, Y11 · Y12편성은 원래 가와고에 차량센터 소속 차량으로 전면이 다르다.
닛코 선을 위한 차량의 라인 색상 범위는 해당 노선에서 운용되고 있던 107계 복고풍 도색 차량과 같은 클래식 루비 브라운·골드·크림의 3색을 배치하는 것 외에 차체 측면에는 107계와 같은 연선 명소를 모티브로 한 엠블럼 스티커를 붙이고 있다. 한편 우쓰노미야용 차량의 라인 색상 범위는 E231계 근교형과 같은 쇼난색을 강조한다.
전면·측면 행선막을 원래 게이요 차량이 닛코 선 관계의 바탕 갈색지로 107계와 같은 복고풍 글꼴, 우쓰노미야 관계의 바탕 녹지 보통 글꼴이 되었다. 한편 원래 가와고에 차량은 LED를 그대로 사용하고있다.
쿠하 205.204형은 전면 운행 번호 표시기를 LED화했으며, 4량 편성 2개로 병결 운용을 고려하여 전기 연결기를 추가 탑재하고 있다. 보안 장치는 ATS-P 형 이외에 ATS-SN형을 보유하고있다. 또한 쿠하 205형은 후방 4위 측에 휠체어 대응의 대형 서양식 화장실을 신설하고 반대 3위 측에 휠체어 공간을 설치했다.
실내는 큰 변경은 없으나 좌석 모켓과 측창 커튼 교체가 실시되고있다. 또한 한랭지에서의 운용을 고려하여 승객용 출입문 레일 하단에 레일 히터를 설치했으며 객실 난방기의 용량을 당 750W ~ 1,000W의 것으로 교체·강화했다. 승객용 출입문 반자동 대응으로 차량 외부 출입문 옆에 개폐 스위치 신설 및 실외측에 도어 차임을 신설하고 있다.
주행 기기류에 큰 변경은 없지만, 공기 압축기에 내한 대책을 실시했으며 기존 제습 장치에는 히터가 추가된 것 외에 전지 교체 등이 실시되고 있다. 모하 205형의 팬터그래프는 싱글암식(PS33F형)으로 교체하고 함께 서리 제거용 제2팬터그래프를 증설했다. 따라서 주오 히가시선 입선 가능을 나타내는 '◆'마크도 부착되었다. 600번대의 기동 가속도는 1.7km/h/s, 감속도는 3.6km/h/s로 되어있다.
제동 장치는 닛코 선의 25‰ 구배 구간을 주행하기 때문에 억속 제동과 내설 제동을 추가했으며 주저항기의 용량 증대가 실시되었다. 비슷한 구배 대책으로 전동차에는 차륜의 공회전 방지 살사 증점착 장치 '세라 제트'(산화 알루미늄 분말을 분사)를 탑재한다.
닛코 선은 2013년 3월 16일의 다이어 개정으로, 우쓰노미야 선(우쓰노미야 - 구로이소 사이)은 같은 해 8월 24일부터 영업 운행을 개시했다. 모두 당초부터 오야마 차량센터의 입출고를 겸하고, 고가네이 - 우쓰노미야 사이에서도 운행되고있다.
전술한 구배 대책의 장비가 설치되어 있음에도 불구하고 영업 개시 후 첫 낙엽 시즌을 맞이한 2013년 10월에는 닛코 선 구배 구간에서 공전에 의한 고장이나 등판 불능에 빠져 장시간 운전 보류되는 사태가 여러차례 발생했다.
|          | ← 우쓰노미야닛코・고가네이 → |              |               |                |
| 호차     | 4                            | 3            | 2             | 1              |
| 형식     | 쿠하 205 (Tc)                | 모하 205 (M) | 모하 204 (M') | 쿠하 204 (Tc') |
| 탑재기기 |                              | Cont         | MG・CP        |                |

|          | ← 구로이소・우쓰노미야닛코・고가네이 → |              |               |                |
| 호차     | 4                                      | 3            | 2             | 1              |
| 형식     | 쿠하 205 (Tc)                          | 모하 205 (M) | 모하 204 (M') | 쿠하 204 (Tc') |
| 탑재기기 |                                        | Cont         | MG・CP        |                |

#### JR 서일본

##### 체질 개선 공사
JR 서일본 등록 차량은 완성부터 20년 이상 경과하고 있기 때문에 2011년도부터 체질개선 공사의 시공이 시작되고 있어 향후 2년간에 걸쳐 순차적으로 공사가 진행될 예정이다. 0번대 내용은 C2편성(쿠하 205-36 이하 7량 편성), 1000번대는 HH401편성을 시작으로 시공되었으며 모든 차량의 시행이 완료되었다.
외관은 전면 배장기(스커트)의 교체, 전면 및 측면 행선 표시기를 막식에서 LED식으로 교체하고 모든 운행 번호 표시기가 철거되고 있다. 승객용 출입문 하단 부분은 미끄럼 방지 노란색 도장을 실시하고, 지붕에 통풍 장치(환기)가 철거되고 있다(사하 205형 제외)）. 또한 차량 외부 스피커가 신설되었다(1000번대는 신조때부터 설치되었다).
실내는 화장판 및 바닥재 보충에 의한 내장 업데이트 및 동시에 각종 배리어프리화가 실시되고 있다. 좌석옆의 칸막이는 상단에 칸막이를 신설하고, 좌석 가장자리 또는 출입문 부근 등의 난간은 황색 도장에 의한 시인성 향상이 도모되고 있다. 승객용 출입문 하단에 미끄럼 방지 가공의 변경 및 승객용 출입문 도어포켓측에 노란색 마킹에 의한 안전성 향상을 실시했다.
승객용 출입문 상단에 엇갈림 배치로 LED식 차내 안내 표시기를 신설하고 출입문 차임을 추가했으며 승객용 출입문 유리를 UV 차단 복층 유리로 교체했다. 손잡이는 대형화와 황색화, 또한 증설이 실시되고 있다. 이 외에도 각 선두차에 휠체어 공간을 신설, 연결면 관통문 교체(사하 205형 제외), 측면 창문 커텐 교체 등이 실시되고있다.
승무원실(운전실) 내부는 특히 큰 변경은 없으나 안내 방송 마이크를 각 측면별로 2개 증설하고, 차내 안내 표시기 설정기의 신설이 이루어지고 있다.

## 운용노선
노선명 옆의 사각은 노선과 띠의 색이다. 노선명 옆의 x량 편성 및 기호는 투입 당시의 량수로 편성을 나타낸다(현재와 다른 경우가 있다).

### 국철 시대
아래의 노선으로 배치되었다.

#### 야마노테 선
야마노테 선은 0번대의 10량 편성(TcMM'TMM'TMM'Tc')이 야마노테 전차구에 배치되었다. 색은■이다.
주오 쾌속선, 주오·소부 완행선에 계속 진행되었던 수도권에서의 3번째 에너지 절약차량 투입노선이 되었다. 당초 201계의 투입이 예정되어 있었지만 당시 국철의 재정 사정, 고가의 같은 계열을 대신하여 저가격인 본계열의 개발·투입 방침으로 변경되면서 10량 34편성(340량)이 투입되었다.
본 계열의 제1편성으로 쿠하 205-1 다음의 10량 편성은 1985년 1월 31일 도큐 차량 제조에 완성·출장되었다(같은 날에 입적). 출장후 요코스카 선에서 공식 시운전을 실시하고 야간에 시나가와 전차구(당시)로 회송되었다. 같은해 3월 3일에는 '야마노테 선 개업 100주년 기념호'로 쿠하 205-2 다음의 10량 편성이 임시 열차로 영업 운행을 실시했다. 같은 해 3월 25일부터는 쿠하 205-4 다음의 10량 편성이 시나 16편성으로는 처음으로 일반 상업 운행이 시작되었다.
덧붙여 양산 선행차 완성 시점은 아래와 같은 편성표가 게시된다.
- 쿠하 205-1 이하 '300'(2월 23일에 야마노테 선 본선 시운전 시작) → '1'(상업 운행)
- 쿠하 205-2 이하 '400'(3월 3일 야마노테 선 개업 100주년 기념호) → '2'(상업 운행)
- 쿠하 205-3 이하 '500' → '8'로 상업 운행 후 '3'
- 쿠하 205-4 이하 (불명) → '16'으로 상업 운행 후 '4'

그 후 0번대 양산차가 되는 시나 5편성(쿠하 205-5 이하)은 1985년 7월 15일부터 영업 운행을 개시하고 있다. 완성 당초 소속되어 있던 시나가와 전차구 (미나미 시나)는 1985년 11월 1일자로 야마노테 전차구(미나미 야테)로 개칭되었다.
|                     | (오사키 역 기준)← 도쿄・시나가와시부야・신주쿠 → |              |               |              |              |               |              |              |               |                |
| 호차                | 10                                               | 9            | 8             | 7            | 6            | 5             | 4            | 3            | 2             | 1              |
| 형식                | 쿠하 205 (Tc)                                    | 모하 205 (M) | 모하 204 (M') | 사하 205 (T) | 모하 205 (M) | 모하 204 (M') | 사하 205 (T) | 모하 205 (M) | 모하 204 (M') | 쿠하 204 (Tc') |
| 탑재 기기           |                                                  | Cont         | MG,CP         |              | Cont         | MG,CP         |              | Cont         | MG,CP         |                |
| 차량 중량 (완성시） | 25.4t                                            | 32.6t        | 34.4t         | 23.6t        | 32.6t        | 34.4t         | 23.6t        | 32.6t        | 34.4t         | 25.4t          |

- Cont: 주제어기, MG:전동 발전기(190kVA 브러시 MG), CP:공기 압축기(이 범례는 이후에도 공통)
- 5호차 모하 204 MG는 당초 탑재하고 있었지만 JR 동일본 발족 후 1988년 중간 증비차부터 생략, 기존 차량도 철거(차량 중량 30.2t으로 감소).

#### 도카이도·산요 본선(게이한신 완행선)
도카이도 본선・산요 본선(게이한신 완행선)에서는 아카시 전차구(현재의 아보시 종합차량소 아카시 지소)에 TcMM'TMM'Tc'의 7량 편성이 배치되었다. 도색은 ■이다. 그후 2011년 3월 14일부터는 ■□■이다.
1986년 11월 1일 국철 운전시각표 개정으로 인해 후쿠치야마 선·산인 본선(후쿠치야마-시로사키 간) 전철화 및 무사시노 선 증비용으로 투입되었다. 이 게이한신 완행선용은 야마노테 선용과 큰 차이가 없지만 보안 기기에 ATC 탑재없이(당시는 ATS-S형만 탑재) 승무원실의 기기가 감소했기 때문에 승무원실 후면 칸막이 벽을 130mm에서 80mm로 얇게하여 뒷면 칸막이 창을 확대하고있다.
JR화 이후의 증비·구형차 교체는 주로 207계로 실시되었기 때문에 7량 4편성(28량)이라고 하는 지극히 적은 수량을 보유하게 되었다.
|           | ← 구사쓰・堅田・교토니시아카시・가코가와 → |              |               |              |              |               |                |
| 호차      | 7                                          | 6            | 5             | 4            | 3            | 2             | 1              |
| 형식      | 쿠하 205 (Tc)                              | 모하 205 (M) | 모하 204 (M') | 사하 205 (T) | 모하 205 (M) | 모하 204 (M') | 쿠하 204 (Tc') |
| 탑재기기  |                                            | Cont         | MG,CP         |              | Cont         | MG,CP         |                |
| 차량 중량 | 24.5t                                      | 32.6t        | 34.4t         | 23.6t        | 32.6t        | 34.4t         | 24.5t          |

### 분할 민영화 이후
분할·민영화 이후 신규 제조에 의해 아래의 노선으로 배치되었다.

#### JR 동일본 도입분의 사양 변경
JR 동일본용 가운데 1987년도 3차 예산 증비차(야마노테 선을 위한 쿠하 205-49 - 쿠하 204-49 이상)에서 차량의 코스트 다운을 도모하기 위해 특히 대폭적인 사양의 재검토가 실시되었다. 내용은 10량 편성에 3대 탑재하고 있는 전동 발전기(MG) 가운데 편성 중앙에 짝이되는 모하 204형의 MG를 생략하고 대신 전원 유도장치를 탑재했다. 이에 따라 기존차량도 편성중앙에 위치한 모하 204형의 MG를 철거하고 이후의 신조차에 유용할 수 있도록 실시하고 있다.
이 외에도 주회로의 여자 장치를 전파 정류방식에서 반파 정류방식으로 변경하여 제어회로에 사용하는 대용량 다이오드의 사용 개수를 감소시키고(여자 장치는 HS52형 → HS52A형), 공기 압축기 전동기를 전용기에서 범용형에 맞게 제습 장치를 변경하여 차내에서는 선반 형상을 알루미늄 철망식에서 스테인리스 파이프식으로 갱신하고, 냉방 투출구를 알루미늄재에서 FRP 제품으로의 변경 등이 이루어졌다.
- 모하 204형 전원 유도장치(전원 유도접촉기 상자, 사진은 사이쿄 선을 위한 신조차)
- 반파 정류방식으로 된 HS52A형 여자 장치(사진은 사이쿄 선을 위한 신조차)
- MH3075-C2000M형 공기 압축기. 오른쪽의 제습 장치는 개선형의 D20B형

국철시대에는 '공공기업체'의 이념 아래 국철 차량을 생산하는 주요 제조업체에 가격에 상관없이 일정한 차량의 생산을 주문하는 '분산 발주 방식'을 실시했다. 그러나 분할 민영화 이후 종전의 이러한 주문 방법은 실시되지 않고 입찰 방식으로 가장 저렴한 가격을 제시한 업체에 주문하는 방법으로 교체되었다.
특히 JR 동일본의 1988년도 3차 예산 제조분은 협상의 결과 대량 발주를 조건으로 가와사키 중공업이 기존보다 25% 저렴한 가격을 제시했기 때문에 508량 전체 차량의 생산을 담당했다. JR 동일본 출범 이후 증비차 1,073량 가운데 절반 미만이 발주분에서 제조되었다. 이 발주분은 1989년도분과 1990년도분, 2년도분의 차량을 대량 발주하고 내역은 난부선 용 78량, 사이쿄 선용 230량, 주오·소부 완행선용 20량, 게이힌 도호쿠 선용 60량, 게이요 선용 120량이 되고 있다. 덧붙여 이후 0번대 증비차(무사시노 선용 40량 한정· 1990년도 3차 예산 제조분)도 가와사키 중공업제가 되고있다.

#### JR 동일본 도입분
현재 JR 동일본 소속 차량의 좌석 표지(일반석)는 게이요 선용 차량은 마린블루색, 그렇지 않은 차량은 그린색으로 구분 무늬가 들어간 것을 사용하고 있다. 또한 요코하마 선을 위한 차량과 무사시노용 차량은 좌석 옆 칸막이판 위에 아크릴 바람막이판이 설치되어 있다.
각 차량 사이에 전락방지 덮개가 설치되어 있다.
JR 동일본 소속 차량은 2008년 봄까지 우선석 부근의 영역을 명확히 하기 위해 손잡이를 E233계에서 사용된 주황색의 길쭉한 삼각형으로 교체되었다.

##### 야마노테 선
야마노테 선은 국철 시대부터 계속 투입되었다. 다만 위에서 서술한 대로 결번이 생기고 있다. 결번이 발생하면 야마노테 선에서는 선두차의 차량 번호를 편성 번호로 하고있기 때문에 국철 시대에 제조된 편성 번호는 야테 1 - 34편성 JR 동일본 투입분은 야테 41 - 60편성이 되고있다(쿠하 205-60·쿠하 204-60까지·덧붙여 야테 35 - 40편성의 편성번호는 결번).
1991년 12월부터 외선순환 시나가와 방면 10호차(신주쿠 역에서 보면 시부야 방향으로 2호차)에 사하 204형을 통합하여 11량 편성이 되었다. 그러나 1990년 등장에서 본 출시는 일부 10량 편성으로 사하 205형의 대용으로 조성된 것 외에도 개조 공사로 인한 조성의 부족을 보완하기 위해 우라와 전차구에서 205계 1편성을 차용하여 띠색을 변경하고 야테 35편성으로 사용했다. 11량 편성 이후 당분간 선두차의 전면에 '11CARS' 스티커를 부착하고 있었지만 1997년 10월까지 모든 편성에서 철거되었다.
|           | (오사키 역 기준）← 도쿄・시나가와시부야・신주쿠 → |                     |              |               |              |              |               |              |              |               |                |
| 호차      | 11                                                | 10                  | 9            | 8             | 7            | 6            | 5             | 4            | 3            | 2             | 1              |
| 형식      | 쿠하 205 (Tc)                                     | 사하 204 (T') 6도어 | 모하 205 (M) | 모하 204 (M') | 사하 205 (T) | 모하 205 (M) | 모하 204 (M') | 사하 205 (T) | 모하 205 (M) | 모하 204 (M') | 쿠하 204 (Tc') |
| 탑재 기기 |                                                   | DDC                 | Cont         | MG,CP         |              | Cont         | CP            |              | Cont         | MG,CP         |                |

- 범례는 같지만, 사하 204형은 자체 공급용 DC-DC 컨버터를 탑재한다.

##### 요코하마 선
요코하마 선에서 1988년 9월 22일에 운용을 개시하고 가마다 전차구에 0번대 7량 편성(TcMM'TMM'Tc') 25개(현재 H1 - H25편성)가 1988년 9월부터 이듬해 1989년 2월까지 반 년간 투입되어 103계를 대체했다. 색상은■■이다. 요코하마 선에 도입된 이후의 차량은 승객용 출입문 도어 유리가 확대되는 동시에 전면에 종별·노선 표시기(막식)가 설치되어 있다.
1994년 12월 3일 운전시각표 개정으로 전 편성이 히가시가나가와(오후나) 방면 2호차에 6도어차 사하 204형 100번대를 조성하여 8량 편성(TcMM'TMM'T'Tc')화되었다. 노선 색상 범위는 연두색(뻐꾸기 색)과 녹색의 투톤 컬러로 하는 것으로 하여 요코하마 지역과 다마 지역을 연결하는 상쾌한 이미지를 표현하고 있다.
1996년 10월에 요코하마 지사가 발족하여 요코하마 선 히가시가나가와 역 - 하시모토 역 사이 구간이 해당 지사의 소관이 됨에 따라 같은 해 12월 1일자로 오후나 전차구(현재의 가마쿠라 차량센터)에 전속했다. 요코하마 선을 위한 신조차 최종 편성 H25편성 7량 가운데 사하 205-145, 모하 205.204-230의 3량은 JR 동일본 오후나 공장(당시)에서 제조되었다.
또한 디지털 열차 무선 탑재에 따라 전면 종별 표시기를 사용할 수 없으므로 2006년 11월부터 디지털 열차 무선의 탑재 공사와 병행하여 전면 행선표시기의 LED화 개조를 시공했다(H27·H28편성 가마쿠라 전입시 탑재. 측면은 막이 남아있다). 사이쿄 선의 것과는 달리 영문・로마자 표기는 모두 대문자이다.
2009년 네기시 선의 디지털 ATC화로 인해 2007년 3월까지 전편성 관련 장비가 탑재되었다.
요코하마 선 205계의 운용 노선 보안 장치로 ATS-SN을 사용한 노선이 없기 때문에 수도권의 본계열로는 ATS-SN가 탑재되어 있지 않다. 2009년 현재 H1편성에서 H28편성까지 28편성이 재적하고있다. H26 - H28편성의 3개 편성은 다른 노선에서의 전입이다(후에 서술).
덧붙여 H28편성은 요코하마 선에서 유일하게 6도어차를 연결하고 있지 않다.
뒤의 사이쿄 선에 이어 2014년 2월 16일부터 E233계 6000번대가 운영되고 있으며 본 계열의 대체가 시작되고 있다.
|           | ← 하치오지히가시가나가와・오후나 → |              |               |              |              |               |                     |                |
| 호차      | 7                                  | 6            | 5             | 4            | 3            | 2             | 1                   |                |
| 형식      | 쿠하 205 (Tc)                      | 모하 205 (M) | 모하 204 (M') | 사하 205 (T) | 모하 205 (M) | 모하 204 (M') | 쿠하 204 (Tc')      |                |
| 배치기기  |                                    | Cont         | MG,CP         |              | Cont         | MG,CP         |                     |                |
| 호차      | 8                                  | 7            | 6             | 5            | 4            | 3             | 2                   | 1              |
| 형식      | 쿠하 205 (Tc)                      | 모하 205 (M) | 모하 204 (M') | 사하 205 (T) | 모하 205 (M) | 모하 204 (M') | 사하 204 (T') 6도어 | 쿠하 204 (Tc') |
| 배치 기기 |                                    | Cont         | MG,CP         |              | Cont         | MG,CP         |                     |                |

- 상단이 7량 편성 시절, 하단이 8량 편성화된 구성이다.
- 현재 H1 - H27편성은 위의 편성 조성이지만, H28편성만 2호차는 4도어차 사하 205형(T)이다.

##### 난부 선
난부 선에서는 나카하라 전차구에 0번대 6량 편성(TcMM'MM'Tc')이 사용되고 있다. 색띠는 ■■■이다.
1989년 3월 11일의 다이어 개정으로 수송력 증강용으로 투입되어 이날부터 영업 운행을 개시했다. 이후 1990년 9월까지 4차례에 걸쳐 6량 편성 16개가 신조 투입되고 있다(현재 나하 2 - 16편성). 이 가운데 1편성은 나중에 미타카 전차구로 전출되었다. 기존 차량을 절반 정도 교체한 시점에서 투입이 종료되고 나중에 209계도 2개 편성이 투입되었지만 이전 미타카 전차구에 전용된 205계 1편성의 보충 및 열차 증편용으로 투입되고 있으며, 이어 6량 편성 15개 편성의 103계만 남았다. 이들이 일소된 것은 야마노테 선에서 전입차가 들어온 2004년 12월이다.
노선 색상 범위는 구형 국전 시대의 갈색(포도색 2호), 주오선 타입 차량의 오렌지(노란색감 색상 2호), 노선 색상 노란색(황색 1호)를 채용하고 있는데 모두 난부 선에서 운영되어 온 역대 차량의 색상이다. 이것은 연선 주민에 대한 설문조사 결과에서 결정된 것이다. 보안 장치로 ATC의 탑재가 없고, 승무원실내 장비가 감소했기 때문에 승무원실 후면 칸막이 벽을 130mm에서 80mm로 얇게 도합하여 뒷면 칸막이 창을 확대했다.
2014년 7월부터 E233계 8000번대로의 교체가 결정되었다.
|           | ← 가와사키다치카와 → |              |               |              |               |                |
| 호차      | 1                    | 2            | 3             | 4            | 5             | 6              |
| 형식      | 쿠하 205 (Tc)        | 모하 205 (M) | 모하 204 (M') | 모하 205 (M) | 모하 204 (M') | 쿠하 204 (Tc') |
| 탑재 기기 |                      | Cont         | MG,CP         | Cont         | MG,CP         |                |

##### 주오·소부 완행선
주오·소부 완행선은 1988년 시점에서 205계 투입 계획에 없던 노선이지만 히가시나카노역에서의 사고로 차량 부족이 발생하여 다음 1989년에 본래 사이쿄 선용으로 제조중이던 2개 편성을 다소 사양 변경하여 투입했다. 따라서 비 ATC 노선이면서 ATC 사양(설치 준비) 전동차였다. 색상은 ■이다.
205계 취역 이전에 주오 완행선 나카노 역 - 미타카 역 사이 및 소부 완행선 니시후나바시 역 - 쓰다누마 역 사이에서 '은빛 전동차는 도자이 선'이라 안내되고 있었지만, 같은 이유에 이르러 그 원칙이 무너진데다 오승 등 여러 문제가 발생했기 때문에 지하철 직통 301계·103계의 띠를 파란색으로 변경한 후 '청대의 전동차는 도자이 선'이라고 안내했다.
이미 해당 노선에서 운용되지 않고 있다.
|      | ← 지바미타카 → |              |               |              |              |               |              |              |               |                |
| 호차 | 1              | 2            | 3             | 4            | 5            | 6             | 7            | 8            | 9             | 10             |
| 형식 | 쿠하 205 (Tc)  | 모하 205 (M) | 모하 204 (M') | 사하 205 (T) | 모하 205 (M) | 모하 204 (M') | 사하 205 (T) | 모하 205 (M) | 모하 204 (M') | 쿠하 204 (Tc') |

##### 사이쿄 선・가와고에 선
사이쿄·가와고에 선에서는 1989년 7월1일부터 운용이 개시되었으며 가와고에 차량센터 0번대 10량 편성(TcMM'TMM'TMM'Tc')이 사용되었다. 색은■이다.
1989년 6월부터 다음 해 1990년 12월까지 3차례에 걸쳐 10량 편성 23개가 신제 투입되었다. 전술한 바와 같이 투입 예정차량 가운데 2개는 주오·소부 선 용으로 전용되었다. 이 그룹부터는 주로 전동기가 내선형으로 변경되어 있다. 기본적인 사양은 야마노테 선에 준거하고 있지만, 사이쿄와 야마노테 선 신주쿠역 - 이케부쿠로역 사이에서 병행(운행 개시 당시의 구간)하기 때문에 차체 색상 범위는 다크 그린(녹색 15호)를 채택했으며, 전면에 '사이쿄'의 노선 표시를 마련하여 승객의 오승 방지를 도모하고 있다.
이후 차량(1988년도 3차 예산 발주분: 난부 선을 위한 중기 차량과 주오·소부 완행선 전용도 탑재)는 차내의 쾌적성 향상을 위해 마이크로 컴퓨터식 온도 조절 장치가 도입되었다(HS70형 전자식 온습도 조절). 이 외에도 전면 점퍼선 연결기를 바닥 저장 박스에 수납하고 MR 마감 코크 위치의 이전, 측면 행선 표시기 자막 검지를 바코드 방식으로 변경하고 있다. 또한 배전반을 211계와 동일한 배치로 변경한 것 외에도 같은 계열에서 채용한 다중 표시 장치(간이 모니터 장치)가 탑재되어 이에 따라 계기판의 높이가 높아지고 있다. 이 간이 모니터 장치는 출입문 개폐, 비상 경보, 제동 불완해 및 MG 출력 이상, OCR(과전류), OVR(과전압) 등의 고장이 발생했을 때 운전대에 해당 호차를 포함하여 모니터링하는 장치이다.
당초 TcMM'TMM'TMM'Tc'였지만, 먼저 2001년에 하에 8편성이 기존 가와고에 소속 4호차에 포함되어 사하 205-161 대신 야마노테 선에서 전입한 사하 204 - 902을 2호차에 조성하고 기존 7호차에 포함된 사하 205-160을 3호차로 변경한 조성(TcMM'MM'MM'TT'Tc')으로 변경되어 다음 2002년부터는 일부 편성을 제외한 가와고에 소속 4호차와 7호차에 포함되어 사하 205형을 대신한 2호차 이외에 3호차에도 야마노테 선에서 전입한 사하 204형을 통합 조성하는 형태(TcMM'MM'MM'T'T'Tc')로 순차적으로 변경되었다. (위의 하에 8편성도 사하 205-160 대신 사하 204-11 3호차로 조성이 다시 변경)이 재조성에 의해 잉여가 된 사하 205형 50량 가운데 46량에 대해서는 다른 노선으로의 전용 개조를 실시 후, 쓰루미 선, 센세키 선, 무사시노 선에 전용되고 4량은 폐차되었다.
2002년 12월 1일부터 도쿄 임해 고속 철도 린카이 선 상호 직결 운행이 실시되었다. 이것에 수반하여 앞의 사하 205형 전용 차량을 제외한 행선 표시기의 막식에서 LED식으로 바뀌었다. 2012년 4월 현재는 전차량 LED식의 것이 되어있다. 또한 대부분의 편성에서 우선석 부근의 손잡이가 흰색에서 노란색 녹색으로 교체되었지만, 2008년 봄까지 다른 노선과 같이 E233계 타입의 오렌지색으로 변경되어 있다.
2009년 12월 28일부터 1개, 2010년 1월말부터 1개 총 2편성에 치한 건수 최다 노선이라는 이유의 대책 시도로 방범 카메라가 설치되어 있다. 설치 차량은 사이쿄 선에서 가장 치한이 많다고 여겨지는 1호차이다. 또한, 2010년 6월 이후 사이쿄 선에서 운용되는 205계의 총 32편성의 1호차에 방범 카메라를 설치하는 것이 발표되고 있다.
덧붙여 사이쿄 선·가와고에 선 205계 0번대는 2013년 6월30일부터 E233계 7000번대의 운용이 개시되어 대체가 진행되어, 2014년 3월 이후에는 전차 4도어차 하에 28 편성 1개만이 운행되고 있다.
|      | ← 신키바・오사키・에비스오미야・가와고에 → |              |               |              |               |               |               |                     |                     |                |
| 호차 | 10                                         | 9            | 8             | 7            | 6             | 5             | 4             | 3                   | 2                   | 1              |
| 형식 | 쿠하 205 (Tc)                              | 모하 205 (M) | 모하 204 (M') | 사하 205 (T) | 모하 205 (M)  | 모하 204 (M') | 사하 205 (T)  | 모하 205 (M)        | 모하 204 (M')       | 쿠하 204 (Tc') |
| 형식 | 쿠하 205 (Tc)                              | 모하 205 (M) | 모하 204 (M') | 모하 205 (M) | 모하 204 (M') | 모하 205 (M)  | 모하 204 (M') | 사하 205 (T)        | 사하 204 (T') 6도어 | 쿠하 204 (Tc') |
| 형식 | 쿠하 205 (Tc)                              | 모하 205 (M) | 모하 204 (M') | 모하 205 (M) | 모하 204 (M') | 모하 205 (M)  | 모하 204 (M') | 사하 204 (T') 6도어 | 사하 204 (T') 6도어 | 쿠하 204 (Tc') |

- 상단이 완성 시점에서의 편성, 중단이 하에 8편성의 사하 204형 6도어차 1량 조성 당시의 편성, 하단이 사하 204형 2량 조성된 편성이다.
- 2013년 현재 하에 26 - 30.32편성이 상단의 10량 편성, 그렇지 않은 편성은 하단의 10량 편성이 되고있다.

##### 게이힌 도호쿠 선・네기시 선
게이힌 도호쿠 선·네기시 선에는 1989년 가을에 4개 편성, 다음 1990년 가을에 2개 편성이 투입되었다. 이 가운데 전자 4개 편성은 게이요 선, 무사시노 선에 전용된 103계의 대체와 후자 2개 편성은 노후차 교체용이다. 103계와 함께 하늘색(■
블루 24호)의 띠를 두르고 최대 6개 편성이 운용되고 있었지만, 본 계열에서 가장 먼저 1996년까지 철수하고 현재 해당 노선에서 운용되고 있지 않다.
|      | ← 오미야오후나 → |              |               |              |              |               |              |              |               |                |
| 호차 | 10               | 9            | 8             | 7            | 6            | 5             | 4            | 3            | 2             | 1              |
| 형식 | 쿠하 205 (Tc)    | 모하 205 (M) | 모하 204 (M') | 사하 205 (T) | 모하 205 (M) | 모하 204 (M') | 사하 205 (T) | 모하 205 (M) | 모하 204 (M') | 쿠하 204 (Tc') |

##### 게이요 선
게이요 선 도쿄역 연장 개업에 따른 쾌속 열차용으로 10량 편성 12개가 신조 투입되었다. 도쿄역 연장 개업일인 1990년 3월10일부터 운용을 시작했으며 게이요 차량센터 0번대 10량 편성(TcMM'TMM'TMM'Tc')이 배치되어 있다. 색띠는 ■이다.
기존 차량과 달리 전면 디자인이 크게 변경되었으며 전체 FRP 성형품으로 덮는 구조로 되어 도합 앞 유리도 곡면 형상으로 했다. 이는 연선에 있는 대형 테마파크인 '도쿄 디즈니 리조트'(당시에는 '도쿄 디즈니랜드'이다)에 접근하는 노선도 되기 때문에 '즐거운 이미지'를 표현했기 때문이었다. 난부 선용도 마찬가지로 ATC를 탑재하지 않기 때문에 승무원실 후면 칸막이 벽의 창확대가 이루어지고 있다. 이것은 이후의 사가미 선·무사시노 선용도 마찬가지이다.
1995년에 연장 운행노선인 우치보 선·소토보 선에서의 110 km/h 운행 대응 공사가 실시되고 있어 대응하는 차량은 형식명의 전에 ○표가 부여되었다. 2002년부터는 주오· 소부 완행선 및 야마노테 선 출신차량도 배치되어 있지만, 이들은 110 km/h 운행 대응 공사가 실시되지 않고 최고속도가 다르기 때문에 운용을 나눌 수 있었다.
해당 노선은 원래 노선 컬러가 스카이블루였지만, 도쿄 전노선 개통시의 본계열 투입에 맞춰 같은 계열의 띠색인 와인 레드로 변경되었다. 다만 기존 차량은 101계를 이용한 도색변경 시험의 결과가 신통치 않았기 때문에 갱신되는 것은 없었다.
2005년에 행선막이 교환되어 서체는 '신고(영표기는 Helvetica)'로, 측면의 상부에는 '게이요 선'이라고 쓰여진 것이 되었다(자세한 것은 후에 서술한다).
후년에 차내 출입문 부근의 마루가 노란색 점자 모양으로 교체되어 E531계나 E233계에 가깝다. 또 다른노선과 같이 좌석의 모켓이 오리지널의 것으로부터 교체되고 있지만 이쪽은 바탕색이 진한 청색계의 것이다. 야마노테 선 출신 차량에도 같은 예가 존재한다.
해당 노선에 투입한 차량은 이미 운용을 종료했다.
|      | ← 가즈사이치노미야・가즈사미나토・기미쓰・소가도쿄 → |              |               |              |              |               |              |              |               |                |
| 호차 | 10                                                   | 9            | 8             | 7            | 6            | 5             | 4            | 3            | 2             | 1              |
| 형식 | 쿠하 205 (Tc)                                        | 모하 205 (M) | 모하 204 (M') | 사하 205 (T) | 모하 205 (M) | 모하 204 (M') | 사하 205 (T) | 모하 205 (M) | 모하 204 (M') | 쿠하 204 (Tc') |

##### 사가미 선
사가미 선은 1991년 3월16일부터 운용을 개시했으며 고즈 차량센터의 500번대 4량 편성(TcMM'Tc')이 사용되고 있다. 당초 도요다 전차구(현재의 도요다 차량센터) 소속이었지만, 1996년 10월에 요코하마 지사 발족으로 사가미 선이 요코하마 지사의 관할로 되었기 때문에 1996년 12월 1일부로 고즈 전차구(현재의 고즈 차량센터)로 전속했다. 색상은 ■|■이다.
현재까지 출입문 부근의 손잡이 증설 공사는 이루어지고 있지 않다. 이 500번대와 다음에 말하는 무사시노 선용으로 운행 번호 표시기가 막식에서 마크사인 방식으로 변경되었다.
|           | ← 치카사키하시모토・하치오지 → |              |               |                |
| 호차      | 1                              | 2            | 3             | 4              |
| 형식      | 쿠하 205 (Tc)                  | 모하 205 (M) | 모하 204 (M') | 쿠하 204 (Tc') |
| 탑재 기기 |                                | Cont         | MG,CP         |                |
| 차량 중량 | 24.9t                          | 32.4t        | 34.2t         | 24.9t          |

##### 무사시노 선
무사시노 선은 게이요 차량센터에 배치된 0번대 8량 편성(TcMM'MM'MM'Tc')이 사용되고 있다. 색은 ■□■이다.
1991년 12월 1일 다이아 개정에서 무사시노 선 수송력 증강 목적의 8량 편성화 증비용으로 투입한 8량 5개 편성으로 전출된 103계를 대체하여 해당 노선의 8량 편성화를 실시했다. 첫 편성은 다이아 개정 전부터 103계의 대체를 실시할 관계로 6량 편성으로 완성하여 1991년 10월 8일부터 영업 운행을 개시했다. 2편성부터는 10량 편성으로 완성후 8량 편성 2개로 재조성되었다.
전두부 디자인은 게이요 선과 같지만 실버 메탈릭 도장으로 변경되었다. 또한 '직동식 도어 엔진'를 채용했다. 당초 도요다 전차구(현재의 도요다 차량센터) 소속이었지만 2004년 3월 13일부로 게이요 전차구(현재의 게이요 차량센터)로 전속했다. 게이요 선용과 같은 디자인이지만 소토보·우치보 선 직통 운용에는 투입되지 않기 때문에 110km/h 대응 개조는 실시되지 않았다.
실내 인테리어는 기존의 0번대 타입이지만 좌석 표지는 갈색 1색으로 등받이 부분에 구분 무늬를 포함시킨 것을 채용했다. 또한 손잡이는 기존의 원형에서 전부 삼각형으로 변경되었다. 선두차의 전면에 8량 편성을 나타내는 '8CARS'스티커를 붙이고 있었던 시기가 있었지만 훗날 철거되고있다.
주행 구간내에 건널목이 없기 때문에 본계열로 유일하게 스커트를 달지 않은것 외에 게이요 선 터널 구간 급구배에 대응하기 위해 MT비를 6M2T로 높게 하고 있다(후에 같은 노선에 투입된 5000번대는 4M4T이지만, 0번대와 동일한 성능을 확보하고 있다). 또한 제동 장치는 본 계열의 신조차에서 유일한 '내설 제동'를 탑재하고 있다.
|           | ← 도쿄・가이힌 마쿠하리・니시후나바시후츄혼마치 → |              |               |              |               |              |               |                |
| 호차      | 1                                                 | 2            | 3             | 4            | 5             | 6            | 7             | 8              |
| 형식      | 쿠하 205 (Tc)                                     | 모하 205 (M) | 모하 204 (M') | 모하 205 (M) | 모하 204 (M') | 모하 205 (M) | 모하 204 (M') | 쿠하 204 (Tc') |
| 탑재 기기 |                                                   | Cont         | MG,CP         | Cont         | CP            | Cont         | MG,CP         |                |
| 차량 중량 | 24.9t                                             | 32.6t        | 34.1t         | 32.6t        | 29.9t         | 32.6t        | 34.1t         | 24.9t          |

#### JR 서일본

##### 한와 선
한와 선에는 1000번대 4량 편성(TcMM'Tc')이 스이타 종합차량소 히네노지소에 배속되었다. 색은 ■이다.
1988년 3월 13일 다이아 개정으로 한와 선 수송력 증강용으로 제조되었으며 다이아 개정보다 빠른 같은 해 2월 22일부터 영업 운행을 개시했다.
110 km/h 운행 대응 외에도 여기저기에 JR 서일본의 독자적인 사양을 도입했지만 단 5편성만 생산되었다. 전술한 체질 개선공사가 시공될 때까지 각 선두차마다 전면 배장기(스커트)가 장착되어 쿠하 205·204-1003의 운행 번호 표시기가 LED화 되고 있는 것 외에 비교적 원형을 유지하고 있다.
|           | ← 덴노지와카야마 → |              |               |                |
| 형식      | 쿠하 205 (Tc)      | 모하 205 (M) | 모하 204 (M') | 쿠하 204 (Tc') |
| 탑재 기기 |                    | Cont         | SIV,CP        |                |
| 차량 중량 | 24.5t              | 32.8t        | 32.3t         | 24.5t          |

## 전속
초기차량의 등장으로부터 20년이 지난 후 후계차량의 신조에 의해 타노선으로 전속하는 차량이 나왔다.

### JR 동일본
소규모 전속은 각 노선별로 기재하지만, 다이아 개정시의 비교적 큰 전속 내용은 아래에 기재한다.
1993년 4월 10일 다이아 개정
이 다이아 개정에서는 요코하마 선·주오 쾌속선·주오·소부 완행선에서의 수송력 증강을 위해 본 계열에 변동이 발생했다. 게이힌 도호쿠 선에 209계 1차 투입에 따라 해당 노선의 205계 3편성을 염출했다. 또한 동시에 난부 선에도 209계(나하 1편성)을 투입하여 해당 노선의 205계 1개를 염출했다.
요코하마 선에는 증차 1편성이 필요했다. 여기에는 게이힌 도호쿠 선용 205계 6량 편성화 총 4도어차 마지막 신조가 되는 '사하 205-232'를 포함시켜 7량 편성화하고 해당 노선에 전속시켰다.
한편 주오 쾌속선은 10량 편성 2편성의 증차 및 주오·소부 완행선용에 10량 편성 1개의 증차가 필요하게 되었다. 이 가운데 주오 쾌속선용으로는 주오·소부 완행선의 201계 2편성이 주오 쾌속선에 전속했다.
이 전속한 201계 2편성의 보충과 1편성의 증차를 위해 게이힌 도호쿠 선의 205계 2편성과 난부선의 6량 편성에 전술한 요코하마 선 6량 편성화에서 염출 된 게이힌 도호쿠 선용의 중간 차량 4량을 통합했다(10량 편성화). 그리고 이 10량 편성 3개를 주오·소부 완행선에 전속시키는 것이 실시되었다.
1996년 3월 16일 다이아 개정
이 개정시 사이쿄 선 신주쿠 - 에비스역 사이 연장 개업용으로 10량 편성 4편성의 증차가 필요하게 되었다. 따라서 게이힌 도호쿠 선에 209계를 투입하여 염출된 205계 3개를 사이쿄 선에 전용했다(이 시점에서 게이힌 도호쿠 선에서의 은퇴). 또 하나는 야마노테 선 205계의 오오이 공장(당시) 검사주기를 검토하여 예비 차량을 절감하여 이를 전용했다.
2000년대 초의 대규모 전배속
야마노테 선 E231계 500번대로의 교체와 주오·소부 완행선의 광폭 차량(209계 500번대·E231계 0번대) 통일로 인해 2001년 이후 수도권 전체에 거의 영향을 미치는 대규모 전배속을 했다. 이 전속는 주오·소부 완행선용 10량 편성 3개(단 대 전배속에 관련된 것은 2편성이다), 야마노테 선용 11량 편성 52개(사이쿄 선의 사하 204형 전용에 의한 염출분 포함)과 사하 1량, 총 593량에 달하는 것이었다.
이 전용 계획은 2001년 말에 전속 차량 수가 결정되었다. 그러나 2004년 가을에 도쿄 임해 고속철도 린카이 선 및 사이쿄 선과의 직결 운행 확대에 따라 사이쿄 선에 10량 편성 1개가 필요한데다 하치코 선·가와고에 선용 205계 3000번대 충당 차량을 포함한 6M4T 편성이 사용되어 이 점에서 당초 계획과 다른 변경이 발생하였다. 계획이 변경되어 난부 선· 가와고에 선·하치코 선 전용과 무사시노 선용 차량에 변화가 발생했다.
주로 야마노테 선으로부터의 전속이지만, 편성을 그대로 분해해 전속 시키는 것이 아니라 선두차의 종류를 통일시키기 위해 복수의 편성으로 각각 선두차를 바꿔 넣어 부족한 전동차를 보충하기 위해 VVVF 인버터 제어화 개조를 실시하였으며(무사시노 선만), 해당 노선 이외의 본계열에도 맞추어 전속시키는 등 수도권 각 노선의 상황에 맞춰 개조차나 미개조차를 타 노선에 배치하는 유연한 전·배속을 실시하고 있다. 또한 MG를 탑재하고 있지 않는 모하 204형에는 전속(그 때에 선두차로 개조한 쿠모하 204형도 포함한다)에 즈음하여 정지형 인버터(SIV)를 설치한 차량도 있다. 덧붙여 이러한 차량은 난부 지선, 츠루미 선(이 2개 노선은 쿠모하 204형), 센세키 선(전편성), 무사시노 선(일부 편성)으로 운용하고 있다.

#### 전출
- 게이힌 도호쿠 선・네기시 선 ■(1989년 10월26일 - 1996년 2월1일): 0번대 10량 편성, TcMM'TMM'TMM'Tc'(우라와 전차구）

- 전술한 것처럼 최대 6편성이 투입되고 있었다. 앞에서 언급한 바와 같이 209계 투입에 따라 1993년 4월 다이어 개정시에 3편성이 요코하마 선 및 주오·소부 완행선에 전속한 후 1996년 3월 다이어 개정에 따라 3편성이 사이쿄 선에 전속했다. 본 계열을 투입한 노선에서 가장 빠른 1996년 봄까지 철수했다. 또한 2001년 이후 대전배와는 직접적인 관계가 없다.
- 끝까지 남은 우라 91편성(우라 4→우라 81편성으로부터의 개번. Tc107외 10련·현재 하에 28편성)은 특제 헤드 마크를 게시한 고별 운행을 실시했다. 이 편성은 1991년도의 우라 4편성 시대에 야마노테 선용 차량의 사하 204형 연결 대응 개조 공사에 의한 편성 부족을 보충하기 위해, 야마노테 전차구로 대출되어 잠정 야테 35편성으로 운용되고 있었다.

- 주오·소부 완행선 ■(1989년 8월1일 - 2001년 11월27일): 0번대 10량 편성, TcMM'TMM'TMM'Tc'(미타카 전차구）

- 전술한 것처럼 2편성이 신제 투입되고 있었다. 그 후 구성에 여유가 때 1 개 (쿠하 205-97 외 10량·당시 미트 23편성)은 본래의 투입 노선인 사이쿄 선에 전출된 하에 9편성이 되었지만, 머지 않아(쿠하 205-95 외 10 량·당시 미트 6편성) 잠시 동안 남겨졌다.
- 앞에서 언급 한대로 1993년 4월 다이아 개정시 게이힌 도호쿠 선 및 난부 선에서 총 3편성 30량이 전입했다(이 시점에서 최대 4편성이 운용된다). 그 후 1996년 12월 다이아 개정시 사이쿄 선 수송력 증강용으로 1989년에 신조 투입된 편성(쿠하 205-95 외 10량)이 본래의 배치 노선인 사이쿄 선에 전출되어 하에 7편성(3번째)가 되었다.
- 마지막까지 10량 편성 3개가 103계나 201계와 함께 운용되고 있었지만, 차체폭이 넓고 정원이 더 많은 209계 500번대 및 E231계에 의한 차종 통일로 인해 2001년부터 201계와 함께 전출되었다. 단번에 전출한 것은 아니고, 몇차례로 나누어 전출되었다. 최대로 4편성이 운용되고 있었다.

- 야마노테 선 ■(1985년 3월25일 - 2005년 4월17일): 0번대 11량 편성, TcT'MM'TMM'TMM'Tc'(도쿄 종합차량센터）

- 야마노테 선은 최대 10량 편성 54개가 배속되어 있었다. 그 후 1990년 5월 특별 증편시 예비차를 줄여 1개(해당:야테 41편성)를 염출하여 사이쿄 선으로 전속되면서 하에 7편성(2번째)이 되었다(1996년에 하에 29편성으로 개번)). 또한 앞서 언급했듯이 1996년 2월 사이쿄 선 에비스 연장 개업용으로 1개(해당:야테 42편성)가 사이쿄 선으로 전속되어 하에 30편성이 되었다. 또한 운행 기간 중이라도 일부 편성이 운용을 이탈하여 양산 선행차(야테 2편성)가 1993년 한때 요코하마 선에 대출되었던 시기도 있었다.
- 그 후, 디지털 ATC 도입에 맞춰 2002년 4월 21일부터 E231계 500번대가 투입되어 2005년 4월 17일부로 해당 노선의 운용을 종료했다. 이 중 사하 204형은 사하204-30는 요코하마 선으로 전출되어 쿠라 H27편성에 조성되어 해당 노선에서 유일한 사하 204형 0번대로 운용중으로, 그 이외는 모두 사이쿄 선에 전출하고 있다.
- 2005년 4월 17일에는 끝까지 재적하고 있던 양산 선행차인 토와 4편성(원래 야테 4편성)으로 고별 운행이 실시되었다.

#### 전입
(전입에 수반하여 일부 전출된 경우도 있다)
- 요코하마 선 ■■: 0번대 8량 편성, TcMM'TMM'T'Tc'
  - 요코하마 선은 원래 1989년까지 본계열로 통일되고 있었기 때문에 전입한 것은 대전배이전의 1993년 게이힌 도호쿠 선보다는 대전배로 야마노테 선보다 각각 1편성 씩이었다. 다만 원래 게이힌 도호쿠 선 편성에 연결되고 있는 사하 205-232는 신조차이다(0번대의 최종호차이기도 하다. 덧붙여 H26편성의 이 차량만 손잡이가 모두 삼각형으로 바뀌었다.).
  - 대전배에서는 야마노테 선으로부터 1편성이 H27편성으로 전입하였다. 이 편성은 당초 요코하마 선에서 운용하고 있는 본계열에 게이힌 도호쿠·네기시 선에서 사용하는 디지털 ATC기기를 설치할 즈음 앞서 같은 기기를 설치해 타편성에 같은 기기를 설치했을 때의 편성 부족을 보충하기 위한 예비차로 입선하여 전편성에 같은 기기가 설치된 다음은 디지털 ATC화에 수반한 증비로 사용되었다. ATS에 대해서는 ATS-P만을 추가 탑재하여 ATS-SN은 요코하마 선의 다른 205계와 같이 최초부터 탑재되지 않았다. 전입시에 전면 행선 표시기를 LED로 변경하여 전입하고 있기 때문에 남은 26편성이나 디지털 열차 무선 탑재에 의해 전면의 종별 표시기를 사용할 수 없게 되어 차례차례 전면 행선 표시기가 LED화되었다.
  - 2009년 증비 목적으로 무사시노 선의 M66편성(원 게이요 23편성)이 4M4T로 된 다음 H28편성으로 요코하마 선으로 전속하였다[75]. 전입때 나머지의 모하유닛 2량이 폐차되었다. 덧붙여 해당 편성에는 요코하마 선에서 유일하게 6도어차가 연결되어 있지 않다.
  - 2014년 3월 15일 다이아 개정에 따른 난부 선의 증편용으로 E233계 6000번대의 운용 개시에 따라 잉여가 된 H26편성 사하 205-232 및 사하 204-126을 제외한 6량 편성화되어 2월 25일자[76]로 나카하라 전차구에 전속하여 나하 17편성이 되어 난부 선 운행을 시작했다[77]. 덧붙여 편성에서 제외된 나머지 2량은 2월 5일자로 폐차되었다[27].
- 사이쿄 선・가와고에 선■: 0번대 10량 편성, TcMM'MM'MM'T'T'Tc' 또는 TcMM'TMM'TMM'Tc'
  - 대전배 이전에는 야마노테 선과 주오·소부 완행선에서 각각 2편성, 게이힌 도호쿠 선 출신 3편성 합계 7편성이 전입했다. 이 중 주오·소부 완행선으로부터의 전입 편성은 앞에서 서술했지만 본래 사이쿄 선용으로 제조되고 있던 편성이다. 야마노테 선에서 사이쿄 선으로 전속 한 본계열은 ATC가 그대로 남겨진 것 외에 ATS-SN과 ATS-P가 설치되었다.
  - 대전배에서는 야마노테 선에서의 전입만으로 야마노테 선 시절의 11량으로부터 사하 3량을 제외하여 다른 편성의 사하 204형 2량을 조성한 10량 편성 1개와 기존 편성의 사하 205형을 교체하기 위한 사하 204형 2량의 전입 방법이 있었지만, 2004년의 열차 증비용으로 계획이 일부 변경되어 한층 더 야마노테 선의 11량에서 사하 204형을 제외한 10량 편성 1개가 전입했다. 그것과 그 해 전후 전입차도 포함하여 행선막 등의 LED화를 했지만, 기존 편성의 사하 205형은 단기간으로 사하 204형으로 교체하여 전출하기 위해 기존 행선막 식으로 남아 있었다(이후 이 사하 205형을 여기에서는 '사이쿄 잉여 사하'라고 표기한다).
  - 덧붙여 사하 204-1로부터 4가 오랫동안 편성으로부터 빗나가고 있었지만, 2007년 12월부터 2008년 2월에 걸쳐 하에 32·26편성의 사하 이외 8량과 함께 검사를 받아 출장되었으며 그 후 같은 해 1월 15일경에 하에 1편성과 하에 32편성으로, 2월 9일에 하에 2편성과 하에 26편성으로 사하의 재조성을 실시하여 하에 1편성에는 사하204-1·2, 하에 2편성에는 사하 204-3·4가 조성되어 사하 205-146·147은 하에 1편성에서 하에 32편성으로, 사하 205-148·149는 하에 2편성에서 하에 26편성으로 각각 조성되었다. 차량 전배시 사하 205-146로부터 149의 행선지 표시기가 LED로 교체되고 있다. 이것에 의해 검사를 받지 않고 교체된 사하 205형(하에 32편성의 107·108으로 하에 26편성의 220·221) 4량이 새롭게 보류차로 지정되어 같은해 6월에 폐차되었다(뒤에서 서술한다).
  - 또한 2007년 1월 21일 가와고에 선내에서 발생한 건널목 사고 영향으로 사이쿄 선용 편성 1개(하에 24편성)중 외판이 손상된 모하 205-386와 승용차의 화재로 외판이 크게 손상된 모하 204-388이 사용 불능되었기 때문에 모하 205-388+모하 204-386으로 새로운 유닛을 조성하여 게이요 선출신 205계 1편성(게이요 21편성)의 모하 1유닛(모하 205-277+모하 204-277)을 전용하고, 새롭게 편성을 재조성하여 같은 해 5월말 영업에 복귀하였다[78]. 사용 불능이 된 2량은 상기의 사하와 함께 2008년 6월에 폐차되었다(후에 서술한다).
- 난부 선 ■■■: 0・1200번대 6량 편성, TcMM'MM'Tc'
  - 앞에서 기재한 대로 1993년 4월의 다이어 개정시 209계(나하 1편성)을 투입되면서 주오·소부 완행선에 1편성이 전출했다.
  - 대전배시에는 증편 및 103계 교체를 위해 6량 편성 17개(그 중 5개가 선두차 개조차)의 배속이 예정되어 있었다.
  - 본 노선용으로는 당초 야마노테 선 편성으로부터 사하 204형과 TMM'T를 제외한 것이 전입했지만, 2004년에 일부 편성이 무사시노 선의 원형 선두차통일을 위해 재전속하면서 대신에 개조 선두차를 포함한 편성을 받아들이고 있다[79]. 또한 이유는 무사시노 선의 항에서 기재한다.
  - 이 결과 최종 전입 수는 6량 편성 17개(그 중 6개가 선두차 개조차)로 변화는 없으나 개조 선두차가 1편성 많아졌다. 원 선두차로 및 개조 선두차의 양쪽이 혼재하는 유일한 구간이다.
  - 2009년에는 개조 선두차편성 1개가 센세키 선으로 전용되었다[32].
  - 2014년 2월에는 앞에서 서술한 대로 요코하마 선에서 1편성이 전입했다[77].
- 난부 지선 ■■■: 1000번대 2량 편성, McMc'
  - 전입한 3편성 가운데, 최초의 2편성은 주오·소부 완행선 → 무사시노 선의 전속으로 잉여가 된 모하유닛으로 2002년 8월에 운용을 개시하였다. 나머지 1개는 야마노테 선에서 전입한 모하유닛으로 2003년 11월에 운용을 개시했지만, 지금까지의 약 1년간은 교체 대상의 101계 1편성 만이 남아 있었다.
- 쓰루미 선 ■□■: 1100번대(중간차만 0 번대) 3량 편성, TcMMc'
  - 쿠모하 유닛은 야마노테 선 편성의 전속으로 제외된 모하유닛의 개조, 쿠하는 전차량 사이쿄 잉여 사하 개조로 출입문 창의 크기가 전편성 커지지 않았다. 당초에는 난부 지선 차량과의 공통 예비차로 쿠하를 1량 많이 준비하여 공장 입창 등으로 편성수가 줄어들었을 때 비교적 운용에 여유가 있는 난부 지선차에 증결하여 쓰루미 선에서 운용할 예정이었지만, 계획의 재검토에 의해 본계열 3량 9편성 만으로 103계 3량 10편성을 교체할 수 있었다. 덧붙여 103계 1편성은 운용의 재검토에 의해 그대로 폐차되었다.
- 게이요 선 ■: 0번대 10량 편성, TcMM'TMM'TMM'Tc'
  - 최초의 1편성은 주오·소부 완행선으로부터 게요 21편성으로서 전용되었다. 나머지는 야마노테 선 편성으로부터 사하 204형을 뽑은 것으로 2002년 양산 초기형 편성 2개(게요 22·23편성), 2005년에 양산 선행차편성 4개(게요 24 - 27편성)가 전입되었다. 기존 편성이 최고속도 110 km/h 대응차인데 비해, 전입 당초에는 종래의 103계 관통 편성(최고속도 100 km/h)의 교체가 주목적이며 현행 운용으로 201계가 운용되었다가 E233계 5000번대가 충당되고 있는 소토보·도가네 선 직통열차의 6+4량 분할·병합 운용에 대응하고 있지 않았기 때문에 게이요 선내의 운용을 위해 그 개조는 하지 않았다.
  - 최초의 1편성은 주오·소부 완행선의 광폭차량 통일에 수반한 전속으로 대전배와는 무관한 전속이었다[80]. 마지막에 들어간 4편성은 사하 204형 이외의 양산 선행차편성으로 결과적으로는 신조 당시의 편성으로 돌아오고 있다. 운전시각표 개정으로 운용 편수가 삭감되고 있었던데다 이 시점에서의 소요수는 3개였기 때문에 당초의 치환 계획에 없었던 201계 900번대 10량이 대신하여 폐차되고 있다.
  - 주오·소부 완행선에서 전속한 차량은 선두차 전면의 행선막이 검은 천에 백문자와 흰 바탕에 검은 문자였던 것이 달랐[81] 지만 2005년 11월 무렵 야마노테 선 전속차의 방향막을 흰 바탕에서 검은 바탕으로 통일하여 동시에 전편성과도 측면의 방향막을 상부에 '게이요 선'이라고 표기되고 있는 것으로 교체했다. 이것은 후에 전제한 신제 도입차에도 시공되었다.
  - 2007년 1월 21일에 가와고에 선내에서 발생한 건널목 사고의 영향으로 게이요 선용 1개(게요 21편성)가 모하 1유닛(모하 205-277+모하 204-277)을 대체차량으로 전용하기 위해 운용에서 이탈되었으며 부족분을 채우기 위해 도요다 전차구(현재의 도요다 차량센터)로부터 201계 10량 관통 편성 1개가 같은 해 3월에 전입했다. 그 때에 게요 21편성의 나머지 8량은 보류차가 되었지만, 2009년에 VVVF화 개조를 실시하여 무사시노 선에 M36편성으로 전용되었다.
  - 2007년 3월 18일의 운전시각표 개정으로 무사시노 선의 열차의 증비에 수반하여 게요 23편성이 사하 2량을 제외한 8량 편성으로 한 다음 해당 노선에 M66편성으로 전용되어 부족분을 채우기 위해 도요다 전차구로부터 201계 10량 관통 편성 1개가 같은 해 2월에 전입했다.
  - 2010년 7월 1일부터 게이요 선에도 E233계를 도입되면서 본 계열 전차량의 교체가 실시되고 있다. 게이요 선 소속 본 계열은 신조차·전입차 모두 2011년 7월 25일을 기해 해당 노선에서 정기 운용을 종료했다[70]. 또한 운용 종료 후에는 일부 차량이 폐차되었지만 4량 편성화되어 위에 언급한 닛코 선·우쓰노미야 선으로 전용되고 있다.
- 무사시노 선 ■□■: 0・5000번대 8량 편성, TcMM'TTMM'Tc' 또는 TcMM'MM'MM'Tc'
  - 증비 및 103계를 퇴역시키기 위해 전입했다.
  - 대부분의 모하는 5000번대화 개조를 시공했지만, 쿠하와 사하는 0번대이다. 증비용으로서 투입된 최초의 2편성은 주오·소부 완행선 편성에서 모하 유닛 1조를 염출한 것으로 외에는 야마노테 선 편성에서 모하 유닛 1조와 사하 204형을 염출한 것, 염출한 모하 유닛 2조로 비교적 젊은 번호의 쿠하 2량과 사이쿄 선 출신의 잉여 사하 2량을 조성한 것으로 일단 난부 선에 배속된 편성에 사이쿄 선 출신 잉여 사하 2량을 조성, 전용 계획 변경에 수반하여 원래 무사시노 선용이었던 모하 유닛 1조를 VVVF화해서 조성한 것(아래와 같이 M32편성)의 합계 5패턴이 존재한다. 따라서 출입문 창의 크기가 고르지 않은 편성도 존재한다.
  - 원래 무사시노 선용은 원조 선두차(투핸들 마스콘 차)만 배치될 예정이었다. 그러나 전술한 계획 변경으로 사이쿄 선으로 원조 선두차를 포함 6M4T 편성을 충당(하치코 선·가와고에 선용 205계 3000번대 충당 차 2M2T편성 2개 분과 2M, 이 2M은 본 노선용 전동차 유닛 1조)하여 본 노선용으로 배치 예정인 전동차 유닛 1반으로 원조 선두차 1쌍이 부족했다. 이 때문에 원조 선두차(투핸들 마스콘 차량)로 개조 선두차(원핸들 마스콘 차량)이 혼재하는 난부 선으로 개조 선두차를 1편성 대거 투입했던 해당 노선의 원조 선두차(투핸들 마스콘 차)를 전출하여 배속된 것이 4패턴의 편성이다[82].
  - 계획변경으로 2006년 현재 M32편성이 전입할 때에 모하가 1유닛 부족했기 때문에 같은 해 구 M61편성에서 모하 유닛 1조를 전출하여 부족분 2량을 트우 16편성의 사하 205-31과 사하 205-32로 교체한 다음 5000번대화 개조를 받고 있다. 이 때문에 구 M61 편성은 편성 번호도 5000번대 속번의 M35로 부여되었다. 구 M61편성은 원래 있던 모하 유닛 3개가 5000번대화 되는데 즈음하여 중간의 모하 204-393는 MG준비 공사로 보조 전원이 없었기 때문에 MG를 달고 있다.
  - 2007년 3월 18일의 운전 시각표 개정으로 열차가 증비되었기 때문에 게이요 선의 게요 23편성에서 사하 2량을 뺀 다음 M66편성으로 전용되었다. 이 편성은 같은 노선에 전속된 야마노테 선 출신의 오리지널 전면 디자인으로 유일한 6M2T의 편성이 되고 있었다. 그 후 보류차가 되고 있던 게요 21편성 8량이 VVVF화 개조되어 M36편성으로 영업 운행을 재개했기 때문에 운용을 이탈하여 4M4T편성으로 조성을 변경한 다음 요코하마 선으로 전출되었다[75].
- 가와고에 선・하치코 선 ■■: 3000번대 4량 편성, TcMM'Tc'
  - 야마노테 선 편성의 T, MM'(MG 탑재차량)을 전용했다. 103계 3000·3500번대를 교체하기 위해 7편성이 배속될 예정이었으나 앞에서 기재한 2004년 가을의 다이아 개정 시에 본 노선용 차량의 일부가 사이쿄선용으로 충당되면서 4량 편성 5편이 전속되었다. 부족한 4량 편성 2개는 도쿄 임해 고속 철도 70-000형를 개조한 209계 3100번대 2편성으로 보충되었다.
- 센세키 선 ■■(일부 편성은 ■■ + ■■ + ■■ + ■■): 3100번대 4량 편성, TcMM'Tc'
  - 야마노테 선 편성으로부터 차출된 TMM'T를 이용하고 있지만, 일부 편성의 선두차에 사이쿄선 출신 사하를 종차로 하는 것이 있어 해당 편성은 출입문 창의 크기가 서로 일치하지 않았다. 게다가 최초로 개조된 M1편성만 양단 쿠하의 출신이 다르다.
  - 이러한 투입으로 센세키 선의 103계는 퇴출되었지만, 필요시 최소의 편성 외에는 배치하고 있지 않기 때문에 타가죠 역 부근의 연속 입체 교차화 공사로 인해 일시적으로 차량 필요수가 증가하는 동안 보류차로 남아 있던 103계 1편성을 병용하고 있었다. 그러나 이 103계는 노후가 진행되고 있는데다 난부 선 출신 1200번대 선두차편성 1편성이 3100번대화되어 센세키 선으로 전용되었다[32][83].
- 도호쿠 본선(우쓰노미야 선)·닛코 선
  - 2013년부터 닛코 선에서 운용되었던 107계 및 우쓰노미야 선 고가네이·우쓰노미야 - 구로이소간에서 운용되었던 211계의 교체용으로 리뉴얼 개조를 시공한 4량 편성 12개를 배치할 예정이다. 내 4편성은 닛코 선 전용이다. 4호차(구로이소 측 선두차)에는 화장실과 휠체어 공간이 설치된다[84].

#### 비고
- 당초 예정하고 있던 지바 북부지구로의 배치에 대해서는 계획의 변경에 의해 배치가 보류되고 있다. 그 때문에 당초 이 지역을 위해 준비되어 있던 만큼은 무사시노 선 차량의 증비나 각 노선의 수송 개선용으로 사용되면서 결과적으로 많은 노선으로의 증비가 가능하게 되었다. 또한 지바 지구에서는 209계 2000·2100번대가 마쿠하리 차량센터에 배치되어 113계와 211계를 대체했다(2013년 3월 16일의 다이아 개정을 통해 교체 완료되었다).
- 중간차는 다수의 차량이 선두차화 되고 있지만, 원래 선두차와 개조 선두차가 혼결되는 편성은 존재하지 않는다.

### JR 서일본
2013년 현재 전속이 있었던 것은 0번대가 유일하며, 게이한신 완행선과 한와 선 운용이 바뀐다.

#### 게이한신 완행선 → 한와 선
- 교토 선・고베 선・다카라즈카 선・고세이 선 ■: 0번대 7량 편성, TcMM'TMM'Tc'(아보시 종합차량소）

민영화 후에 201계와 같이 운행 범위를 확대했지만, 321계의 투입에 의해 2006년 2월 7일까지 201계보다 먼저 전차량 퇴역했다. 이미 본 계열 1000번대의 배치가 있는 차량 정비와 승무원 교육의 관점에서 전 편성이 아보시 종합 차량소 아카시 품질 관리 센터(현재의 아보시 종합 차량소 아카시 지소)에서 히네노 전차구(현재의 스이타 종합 차량소 히네노 지소. 이하 동일)로 전출했다. 한와 선에 7량 편성의 운용은 존재하지 않기 때문에 사하 205형을 조작해서 6량 편성과 8량 편성(각 2개)이 되었으며 같은 수의 103계를 교체했다.
다만 당초에는 2006년 1월 30일 및 같은 해 2월 16일부터 운용을 시작한 편성과 함께 사하 205형을 제외한 6량 편성으로 운용되었으며, 그 후 그 해 3월 30일 예정대로 편성에 조성되었다.
|      | ← 덴노지와카야마 → |              |               |              |               |                |               |                |
| 형식 | 쿠하 205 (Tc)      | 모하 205 (M) | 모하 204 (M') | 사하 205 (T) | 사하 205 (T)  | 모하 205 (M)   | 모하 204 (M') | 쿠하 204 (Tc') |
| 형식 | 쿠하 205 (Tc)      | 모하 205 (M) | 모하 204 (M') | 모하 205 (M) | 모하 204 (M') | 쿠하 204 (Tc') |               |                |

전보 시 201계와 같은 스커트의 강화, 스커트부 차번 표기 소거, 행선막의 교체와 같은 섬세한 개조가 이루어졌는데 201계에서 시행된 지붕의 통풍기 철거 공사와 1000번대에 있는 차량 외부 스피커의 설치는 아직 시행중이었다. 또 최고 속도가 100 km/h인 103계 교체용이므로 110 km/h 대응 개조 공사도 이뤄지지 않았다.

#### 한와 선 → 도카이도 본선
2010년 12월 1일까지 225계 5500번대가 히네노 전차구에 배속되어 0번대의 전차량이 11월부터 12월에 걸쳐 미야하라 종합운전소(현재의 아보시 종합 차량소 미야하라 지소)에 전출되어 207계·321계에 준한 띠 색깔로 변경되었다. 그 후 2011년 3월 12일의 다이아 개정으로 도카이도 본선(JR 교토 선·JR 고베 선) 교토 역·다카쓰키 역 ~ 오사카 역·아마가사키 역 사이에서 운용을 재개했다. 또한 그 해 7월 11일 스이타 공장을 출전한 편성은 좌석 모켓이 207계·321계에서 사용하는 녹색의 모켓으로 변경되었다.

#### 도카이도 본선 → 한와 선
2013년 3월 16일의 다이아 개정으로 도카이도 본선에서의 운용이 종료되었다. 같은 달 18일에는 C1편성이 사하 205를 제외한 6량으로 감소한데다 약 2년 만에 한와 선 운용에 복귀한 것이었다. 그 뒤 다른 3편성에 대해서도 비슷한 유형으로 한와 선에 다시 전속하여 해당 노선에 소속된 103계 6량 편성과의 공통 운용에 오르고 있다. 2014년 1월부터 스카이 블루 띠에 전면과 승무원실 문에 오렌지 라인을 추가한 것에서 차례차례 변경되었으며 그 해 2월 17일 전 4편성의 변경을 마쳤다. 오렌지 라인은 최고 속도가 다른 1000번대와 구별하기 위한 시인용의 것으로 6량의 0번대는 103계와 공통 운용이지만, 4량의 1000번대는 공통 운용이 계획되지 않았다.

## 그 밖의 내용

### 디지털 무선 탑재 공사
JR 동일본에서는 2007년 - 2009년도를 목표로 수도권 각 노선 열차 무선의 디지털화를 진행시키고 있다. 이것은 종래의 열차 무선장치가 갱신 시기를 맞이하고 있는 것에 맞춰 운행 장해에 의한 무선의 사용 빈도가 증가함에 따라 증강이 필요한 일, 열차 지원 운행 업무의 내실화를 도모하는 것을 목적으로 하여 실시되고 있는 것이다. 본계열에 대해서도 탑재 공사가 실시되고 있어 시공이 끝난 차량에는 운전실에 간이 모니터 화면과 IC카드의 리더·라이터, 운전대 후부의 창 위와 그 하부의 공간에 대형 박스의 설치등을 볼 수 있다.

## 보류차·폐차
JR 동일본의 본 계열 최대 보유 수는 1,413량이었지만 폐차가 진행된 2012년도 초반 시점(2012년 4월 1일)에서는 총 146량이 폐차되어 있어 JR 동일본 차량 재적수는 1,267량으로 감소하고 있다. 또한 2012년도 상반기(2012년 10월 1일)이 경과한 시점에서도 재적수에 변화는 없었지만 2013년도에는 JR 동일본 차량 가운데 가와고에 차량센터에 소속되어 있던 사이쿄·가와고에 선 차량중 301량과 가마쿠라 차량센터에 소속되어 있던 요코하마 선 차량중 10량이 폐차되어 2014년도 초반 시점(2014년 4월 1일) 현재의 JR 동일본 차량 재적 수는 956량으로 감소했다(덧붙여 JR 서일본 소속 차량 48량에 변화는 없다).
2008년 4월 1일 기준으로, 가와고에 차량센터 소속 6량(모하205-386, 모하204-388, 사하205-107·108·220·221), 도쿄 종합차량센터 소속 2량(사하205-45·60), 게이요 차량센터 소속 10량(원조 게요 21편성 중 가와고에 선에서의 건널목 사고에 의한 대체로서 2007년 5월 21일 가와고에 차량센터에 전속 한 모하 205·모하 204-277를 제외하는 8량과 사하205-29·30(후에 요코하마 선 H28편성에 전용))의 합계 16량이 보류차가 되고 있었다. 다만, 게이요 차량 센터 소속의 경우 원조 게요 21편성의 8량에 대해서는 MM'유닛이 VVVF화되어 무사시노 선에 전용되었다.
한편, 앞에서 서술한 가와고에 선에서의 건널목 사고로 인해 복구가 보류된 모하 205-386및 모하 204-388는 폐차되게 되어 2008년 6월 18일에 같은 가와고에 차량센터의 사하 4량과 함께 고리야마 종합차량센터에 보내져 다음날의 19일자로 6량 전차량이 폐차되었다. 이것은 본계열로서의 첫 폐차이다.
그 후, 게이요 21편성의 무사시노 선 전용에 의해 M66편성이 염출된 사하 205-29·30을 조성하여 요코하마 선으로 전용되었지만, 그 때에 편성에서 제외된 모하 205·204-44은 2009년 6월에 폐차되었다.
2010년 3월에는 도쿄 종합 차량센터의 보류차 사하 205-45·60이 폐차되어 도쿄 종합 차량센터의 205계 배속이 소멸되었다. 또한 2010년도에는 나가하라 전차구에 배치된 중간차 2량이 폐차되었다.
2011년 3월 11일에 발생한 도호쿠 지방 태평양 해역 지진(동일본 대지진)에 의해 센세키 선 노비루 역 부근에서 센다이 차량센터 미야기 파출소 소속 M9편성 4량(1426S, 쿠하 204-3109·모하 204-3109·모하 205-3109·쿠하 205-3109)가 피해 다음날부로 폐차되어 현지에서 해체되었다.
2010년도 이후에는 게이요 선에 E233계 5000번대 투입에 따라 본 계열의 본격적인 폐차가 발생했다. 게이요 선 소속 차량이던 본 계열(10량 편성 17개 170량)중 도쿄역 연장 개업용으로 투입된 신조차(전면 디자인 변경차)는 게요 1-10편성은 4량으로 단축되어 보류(총 40량), 남은 중간차 6량 10편성분과 게요 11.12편성(총 80량)은 폐차되었다. 덧붙여 보류차가 되었던 40량은 2012년 10월 이후 차례차례 600번대화 개조 공사를 실시하여 오야마 차량센터로 전속되었다.
한편 야마노테 선에서 전용된 게요 22.24-27편성(총 50량)은 모두 폐차(폐차 후 일부는 뒤에 서술하는 후지 급행에 양도)되었다. 또한 이들의 게이요 선 소속 폐차 정리는 2010년도, 2011년도 내에 실시되었다.
덧붙여 게이요 차량센터에 배치되었던 쿠하 205-1·모하 204-1·모하 205-1의 3량은 폐차 후 2012년 10월에 개설된 오미야 종합 차량센터 내의 견습 사원용 시설 '오미야 글로우 업 스퀘어'에서 검수 기능 훈련소의 훈련용 차량으로 사용되고 있다.
2013년 도에는 사이쿄 선·가와고에 선에 E233계 7000번대, 요코하마 선에 E233계 6000번대 투입에 따라 사이쿄 선·가와고에 선에 소속된 본 계열(10량 편성 32개 320량)중 하에 16.17편성은 4량으로 단축되어 600번대화 개조가 시공된 오야마 차량센터 전속(총 8량)분에서 남은 중간차 6량 2편성 분과 하에 1-15.18-27.30-32편성 전체 차량(폐차 후 일부는 뒤에 서술한 인도네시아로 양도), 하에 29편성 중 사하 205-82를 제외한 9개, 가마쿠라 차량센터 소속의 요코하마 선 차량 중 H3편성 전체 차량, 나카하라 전차구에 전속한 H26편성의 잉여차 2량의 총 311량은 폐차되었다. 또한 이들의 폐차 정리는 2013년 7월 - 2014년 3월에 걸쳐 실시되었다.

## 양도

### 후지 급행
E233계 5000번대의 투입에 의해 폐차된 게이요 차량센터 소속의 일부가 후지 급행에 양도되어 6000계로 2012년 2월 29일(후지 급행 날짜)에 운행을 시작했다.
- 후지 급행 6000계

### 인도네시아
2013년도부터는 E233계 7000번대의 투입에 의해 잉여가 된 가와고에 차량센터 소속의 180량이 6도어차를 포함하여 인도네시아 PT KAI Commuter Jabodetabek에 양도되는 것이 발표되었다.
그리고 실제로 양도된 것은 사이쿄 선에서 사용된 6도어차였던 사하 204가 조성된 하에 1·4·7·11 - 15·18·20·22 - 25·31 및 6도어차를 포함하지 않는 하에 26·30·32편성(총 180량)이 되고있다.
사이쿄 선에서의 영업 운행 종료 후에는 다카사키 차량센터까지 자력 회송되어 그 후 다카사키 역에서 니쓰 차량 제작소(당시)까지 기관차 견인에 따라 배급 수송되었다. 니쓰 차량 제작소 수용 후에는 트레일러에 의한 육상 수송에 의해 니가타 히가시항까지 옮겨져 해상 수송에 의해 인도네시아까지 수송되었다. 해상 수송은 7회에 나누어 수송되어 2014년 3월까지 전 차량이 배송되었다.
또한 E233계 6000번대의 투입으로 잉여가 된 가마쿠라 차량센터 소속 편성에 대해서도 6도어 차량을 포함한 약 170량에 대해서도 해당 국가에 대한 양도가 결정되었다.

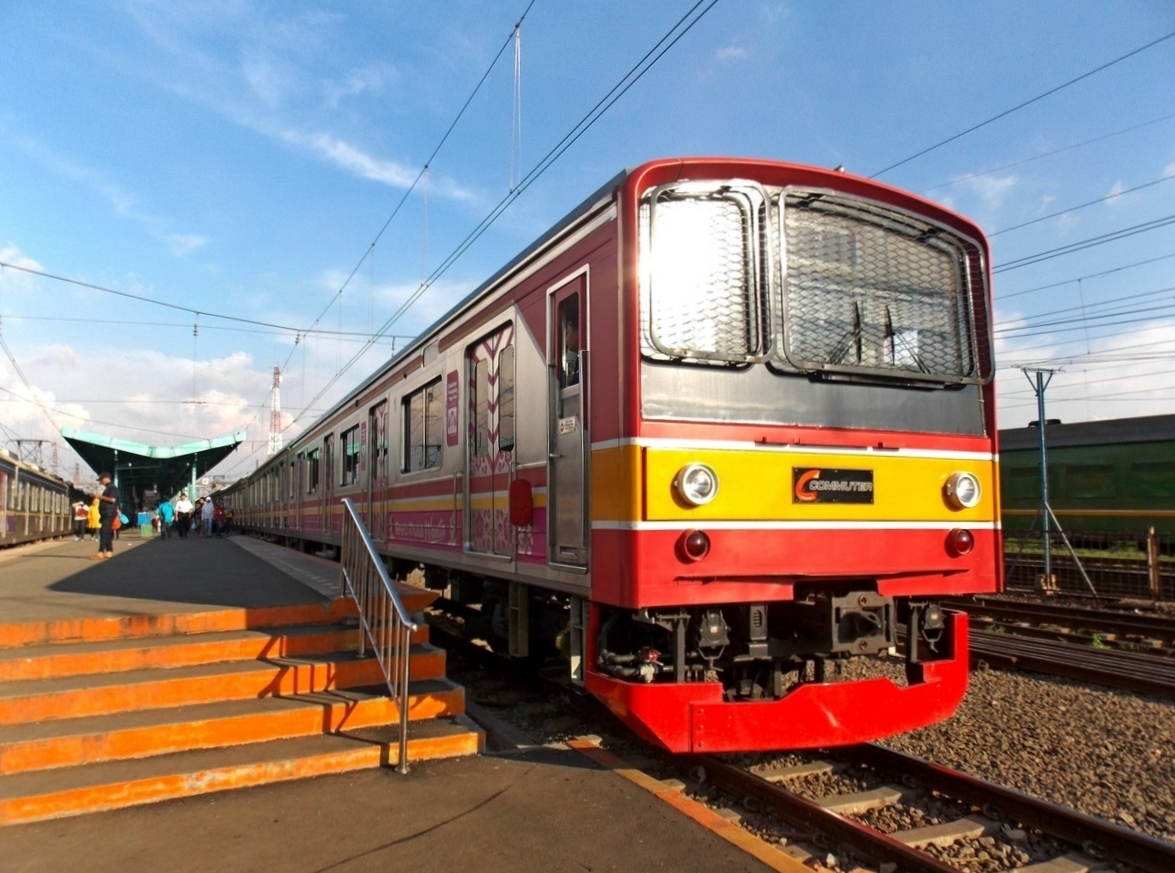
인도네시아의 205계